# Liste der Kulturdenkmäler in Oestrich-Winkel
Die folgende Liste enthält die in der Denkmaltopographie ausgewiesenen Kulturdenkmäler auf dem Gebiet  der  Stadt Oestrich-Winkel, Rheingau-Taunus-Kreis, Hessen.
Hinweis: Die Reihenfolge der Denkmäler in dieser Liste orientiert sich zunächst an Stadtteilen und anschließend der Anschrift, alternativ ist sie auch nach der Bezeichnung, der vom Landesamt für Denkmalpflege vergebenen Nummer oder der Bauzeit sortierbar.
Kulturdenkmäler werden fortlaufend im Denkmalverzeichnis des Landes Hessen durch das Landesamt für Denkmalpflege Hessen auf Basis des Hessischen Denkmalschutzgesetzes (HDSchG) geführt. Die Schutzwürdigkeit eines Kulturdenkmals hängt nicht von der Eintragung in das Denkmalverzeichnis des Landes Hessen oder der Veröffentlichung in der Denkmaltopographie ab.

Das Vorhandensein oder Fehlen eines Objekts in dieser Liste ist keine rechtsverbindliche Auskunft darüber, ob es Kulturdenkmal ist oder nicht: Diese Liste entspricht möglicherweise nicht dem aktuellen Stand der offiziellen Denkmaltopographie. Diese ist für Hessen in den entsprechenden Bänden der Denkmaltopographie Bundesrepublik Deutschland und im Internet unter DenkXweb – Kulturdenkmäler in Hessen einsehbar. Auch diese Quellen sind, obwohl sie durch das Landesamt für Denkmalpflege Hessen aktualisiert werden, nicht immer aktuell, da es im Denkmalbestand immer wieder Änderungen gibt.
Eine verbindliche Auskunft erteilt allein das Landesamt für Denkmalpflege Hessen.
Nutze diese Kartenansicht, um Koordinaten in der Liste zu setzen. In dieser Kartenansicht sind Kulturdenkmale ohne Koordinaten mit einem roten bzw. orangen Marker dargestellt und können in der Karte gesetzt werden. Kulturdenkmale ohne Bild sind mit einem blauen bzw. roten Marker gekennzeichnet, Kulturdenkmale mit Bild mit einem grünen bzw. orangen Marker.

## Hallgarten

### Gesamtanlagen mit besonderem Ensembleschutz
| Bild            | Bezeichnung                 | Lage            | Beschreibung | Bauzeit | Objekt-Nr. |
| --------------- | --------------------------- | --------------- | --- | ------- | ---------- |
| Bild gesucht BW | Gesamtanlage Alter Ortskern | Hallgarten Lage | An der Hochstätt 1,2; Hallgartener Platz; Hattenheimer Straße 2–8 (Westseite); Niederwaldstraße 1–8; Pfarrgasse; Schrötergasse; Taunusstraße 1–11; Zangerstraße 1–31 (Westseite) und 2–34 (Ostseite) |         | 130285 DDB |

### Am Kreuz / Zanger Straße
| Bild            | Bezeichnung | Lage                                               | Beschreibung                   | Bauzeit | Objekt-Nr. |
| --------------- | ----------- | -------------------------------------------------- | ------------------------------ | ------- | ---------- |
| Bild gesucht BW | Kreuz       | Hallgarten, Am Kreuz 2 LageFlur: 8, Flurstück: 458 | Großes Wegekreuz aus Sandstein | 1860    | 130278 DDB |

### An der Hochstätt
| Bild            | Bezeichnung      | Lage                                                       | Beschreibung                                              | Bauzeit | Objekt-Nr. |
| --------------- | ---------------- | ---------------------------------------------------------- | --------------------------------------------------------- | ------- | ---------- |
| Bild gesucht BW | Fachwerkwohnhaus | Hallgarten, An der Hochstätt 1 LageFlur: 8, Flurstück: 81  |                                                           | 18. Jh. | 130261 DDB |
| Bild gesucht BW | Wohngebäude      | Hallgarten, An der Hochstätt 2 LageFlur: 8, Flurstück: 82  | Wohngebäude mit Fachwerkobergeschoss                      | 1690    | 130262 DDB |
| Bild gesucht BW |                  | Hallgarten, An der Hochstätt 2a LageFlur: 8, Flurstück: 95 | (nur als Teil der Gesamtanlage Alter Ortskern Hallgarten) |         | 918024     |

### Anton-Dietrich-Straße
| Bild            | Bezeichnung | Lage                                                           | Beschreibung                                              | Bauzeit      | Objekt-Nr. |
| --------------- | ----------- | -------------------------------------------------------------- | --------------------------------------------------------- | ------------ | ---------- |
| Bild gesucht BW | Weingut     | Hallgarten, Anton-Dietrich-Straße 9 LageFlur: 8, Flurstück: 16 | Beispiel eines Weingutes mit Einflüssen des Industriebaus | Ende 19. Jh. | 130489 DDB |

### Brunnenstraße
| Bild            | Bezeichnung | Lage                                                  | Beschreibung | Bauzeit | Objekt-Nr. |
| --------------- | ----------- | ----------------------------------------------------- | ------------ | ------- | ---------- |
| Bild gesucht BW | Kapelle     | Hallgarten, Brunnenstraße LageFlur: 9, Flurstück: 140 | Wegekapelle  | 19. Jh. | 130280 DDB |

### Friedhof
| Bild            | Bezeichnung                            | Lage                                                                 | Beschreibung | Bauzeit | Objekt-Nr. |
| --------------- | -------------------------------------- | -------------------------------------------------------------------- | --- | ------- | ---------- |
| weitere Bilder  | Grabstätte Familie Itzstein            | Hallgarten, Friedhof (Hinter den Zäunen) LageFlur: 7, Flurstück: 687 | Grabstätte des Weingutsbesitzers und Politikers Adam von Itzstein und seiner Familie. Porträtmedaillon Itzsteins nach Entwurf von Eduard von der Launitz |         | 130270 DDB |
| Bild gesucht BW | Friedhofskreuz                         | Hallgarten, Friedhof (Hinter den Zäunen) LageFlur: 7, Flurstück: 687 | Sandsteinkreuz | 19. Jh. | 130269 DDB |
| Bild gesucht BW | Grabstätte eines Hallgartener Pfarrers | Hallgarten, Friedhof (Hinter den Zäunen) LageFlur: 7, Flurstück: 687 | 3 Grabmale in Kreuzform | 19. Jh. | 130271 DDB |

### Hallgartener Platz
| Bild             | Bezeichnung           | Lage                                                            | Beschreibung | Bauzeit | Objekt-Nr. |
| ---------------- | --------------------- | --------------------------------------------------------------- | --- | ------- | ---------- |
| Wohnhaus mit Hof | Wohnhaus mit Hof      | Hallgarten, Hallgartener Platz 1 LageFlur: 9, Flurstück: 228    | Hof erbaut ab 1682 | 17. Jh. | 130176 DDB |
| Bild gesucht BW  | Weingut Naß-Engelmann | Hallgarten, Hallgartener Platz 2 LageFlur: 7, Flurstück: 4      | Wohn- und Wirtschaftsgebäude | 1802    | 130244 DDB |
| Weingut Kreis    | Weingut Kreis         | Hallgarten, Hallgartener Platz 3 LageFlur: 9, Flurstück: 226    | Ehemalige Winzerhalle der Genossenschaft Vereinigte Weingutsbesitzer Die Engländer (1902–1989) |         | 130245 DDB |
| Bild gesucht BW  | Hofreite              | Hallgarten, Hallgartener Platz 4 LageFlur: 7, Flurstück: 3      | Hofreite mit Fachwerkwohnhaus | 18. Jh. | 130177 DDB |
| Bild gesucht BW  |                       | Hallgarten, Hallgartener Platz 5 LageFlur: 9, Flurstück: 225    | (nur als Teil der Gesamtanlage Alter Ortskern Hallgarten) |         | 918061     |
| Bild gesucht BW  |                       | Hallgarten, Hallgartener Platz 6 LageFlur: 7, Flurstück: 2      | (nur als Teil der Gesamtanlage Alter Ortskern Hallgarten) |         | 918017     |
| Bild gesucht BW  |                       | Hallgarten, Hallgartener Platz 7 LageFlur: 9, Flurstück: 224    | (nur als Teil der Gesamtanlage Alter Ortskern Hallgarten) |         | 918060     |
| Bild gesucht BW  |                       | Hallgarten, Hallgartener Platz 8 LageFlur: 8, Flurstück: 96     | (nur als Teil der Gesamtanlage Alter Ortskern Hallgarten) |         | 918056     |
| Bild gesucht BW  |                       | Hallgarten, Hallgartener Platz 9 LageFlur: 9, Flurstück: 223    | (nur als Teil der Gesamtanlage Alter Ortskern Hallgarten) |         | 918046     |
| Bild gesucht BW  |                       | Hallgarten, Hallgartener Platz 11 LageFlur: 9, Flurstück: 222   | (nur als Teil der Gesamtanlage Alter Ortskern Hallgarten) |         | 918059     |
| weitere Bilder   | Ehem. Eberbacher Hof  | Hallgarten, Hallgartener Platz 12 LageFlur: 8, Flurstück: 94    | Etwa seit 1140 bestand in Hallgarten ein Eberbacher Hof. Zusammen mit Zangerstr. 2 nach dem 30-jährigen Krieg neu erbautes Wohnhaus. Wappen des Eberbaches Abtes Hermann Hungrighausen (Original im Landesmuseum Wiesbaden). Ehemaliges Wohnhaus des Schriftstellers Karl Rolf Seufert | 1720    | 130246 DDB |
| Bild gesucht BW  | Ehemaliges Gasthaus   | Hallgarten, Hallgartener Platz 13 LageFlur: 9, Flurstück: 210/1 | Gasthaus Germania, später Gasthaus Kitzinger. Ab 1927 Niederlassung der Dernbacher Schwestern, seit 1962 privat. | 1907    | 130588 DDB |
| Bild gesucht BW  |                       | Hallgarten, Hallgartener Platz 15 LageFlur: 9, Flurstück: 209   | (nur als Teil der Gesamtanlage Alter Ortskern Hallgarten) |         | 918055     |

### Hattenheimer Straße
| Bild                                     | Bezeichnung                              | Lage                                                                       | Beschreibung                                                                                               | Bauzeit | Objekt-Nr. |
| ---------------------------------------- | ---------------------------------------- | -------------------------------------------------------------------------- | --- | ------- | ---------- |
| Bild gesucht BW                          |                                          | Hallgarten, Hattenheimer Straße 2 LageFlur: 7, Flurstück: 6                | (nur als Teil der Gesamtanlage Alter Ortskern Hallgarten)                                                  |         | 918053     |
| Bild gesucht BW                          |                                          | Hallgarten, Hattenheimer Straße 2a LageFlur: 7, Flurstück: 5/1             | (nur als Teil der Gesamtanlage Alter Ortskern Hallgarten)                                                  |         | 918018     |
| Bild gesucht BW                          |                                          | Hallgarten, Hattenheimer Straße 4 LageFlur: 7, Flurstück: 7                | (nur als Teil der Gesamtanlage Alter Ortskern Hallgarten)                                                  |         | 918019     |
| Bild gesucht BW                          |                                          | Hallgarten, Hattenheimer Straße 5 LageFlur: 7, Flurstück: 8/1              | (nur als Teil der Gesamtanlage Alter Ortskern Hallgarten)                                                  |         | 918054     |
| Bild gesucht BW                          |                                          | Hallgarten, Hattenheimer Straße 7 LageFlur: 7, Flurstück: 10               | (nur als Teil der Gesamtanlage Alter Ortskern Hallgarten)                                                  |         | 918020     |
| Bild gesucht BW                          |                                          | Hallgarten, Hattenheimer Straße 8 LageFlur: 7, Flurstück: 11               | (nur als Teil der Gesamtanlage Alter Ortskern Hallgarten)                                                  |         | 918021     |
| Kellerei des Winzervereins Die Deutschen | Kellerei des Winzervereins Die Deutschen | Hallgarten, Hattenheimer Straße (neben Nr. 9) LageFlur: 7, Flurstück: 31/2 | Kellerei des 1898 Winzervereins Die Deutschen                                                              | 1899    | 130247 DDB |
| Winzergenossenschaft                     | Winzergenossenschaft                     | Hallgarten, Hattenheimer Straße 15 LageFlur: 7, Flurstück: 673             | Sitz der 1902 gegründeten Winzergenossenschaft Die Buren, heute Vereinigte Winzergenossenschaft Hallgarten |         | 130248 DDB |

### Mainzer Straße
| Bild            | Bezeichnung | Lage                                                    | Beschreibung                                              | Bauzeit | Objekt-Nr. |
| --------------- | ----------- | ------------------------------------------------------- | --------------------------------------------------------- | ------- | ---------- |
| Bild gesucht BW |             | Hallgarten, Mainzer Straße 1 LageFlur: 8, Flurstück: 99 | (nur als Teil der Gesamtanlage Alter Ortskern Hallgarten) |         | 918032     |
| Bild gesucht BW |             | Hallgarten, Mainzer Straße 3 LageFlur: 8, Flurstück: 97 | (nur als Teil der Gesamtanlage Alter Ortskern Hallgarten) |         | 918028     |
| Bild gesucht BW |             | Hallgarten, Mainzer Straße 5 LageFlur: 8, Flurstück: 98 | (nur als Teil der Gesamtanlage Alter Ortskern Hallgarten) |         | 918029     |

### Niederwaldstraße
| Bild            | Bezeichnung                                | Lage                                                                             | Beschreibung | Bauzeit        | Objekt-Nr. |
| --------------- | ------------------------------------------ | -------------------------------------------------------------------------------- | --- | -------------- | ---------- |
| Bild gesucht BW |                                            | Hallgarten, Niederwaldstraße 1 LageFlur: 9, Flurstück: 221                       | (nur als Teil der Gesamtanlage Alter Ortskern Hallgarten)                                                               |                | 918045     |
| Bild gesucht BW |                                            | Hallgarten, Niederwaldstraße 2 LageFlur: 9, Flurstück: 211                       | (nur als Teil der Gesamtanlage Alter Ortskern Hallgarten)                                                               |                | 918039     |
| Bild gesucht BW |                                            | Hallgarten, Niederwaldstraße 3 LageFlur: 9, Flurstück: 220                       | (nur als Teil der Gesamtanlage Alter Ortskern Hallgarten)                                                               |                | 918044     |
| Bild gesucht BW | Fachwerkwand                               | Hallgarten, Niederwaldstraße 4 LageFlur: 9, Flurstück: 212                       | straßenseitige Fassade des ersten Obergeschosses                                                                        | um 1720        | 130253 DDB |
| Bild gesucht BW |                                            | Hallgarten, Niederwaldstraße 5 LageFlur: 9, Flurstück: 219                       | (nur als Teil der Gesamtanlage Alter Ortskern Hallgarten)                                                               |                | 918043     |
| Bild gesucht BW | Ehem. „Kartaus“, Hof der Mainzer Kartäuser | Hallgarten, Niederwaldstraße 6 LageFlur: 9, Flurstück: 218                       | Hofgut des Kartäuserklosters Mainz. Heutige Gebäude 1728 neu erbaut.                                                    | 17. Jh.        | 130287 DDB |
| weitere Bilder  | Ehem. Itzstein’sches Gutshaus              | Hallgarten, Niederwaldstraße 7a, Kirchenacker LageFlur: 9, Flurstück: 217, 229/2 | Ab 1736 im Besitz der Familie Itzstein. Zwischen 1832 und 1847 Treffpunkt des Hallgartener Kreises um Adam von Itzstein | Frühes 18. Jh. | 130279 DDB |
| Bild gesucht BW | Ehem. Weingut Fürst Löwenstein             | Hallgarten, Niederwaldstraße 8 LageFlur: 9, Flurstück: 215/2                     | Wohnhaus | 1736           | 130254 DDB |

### Pfarrgasse
| Bild           | Bezeichnung    | Lage                                                | Beschreibung                                                                                      | Bauzeit | Objekt-Nr. |
| -------------- | -------------- | --------------------------------------------------- | ------------------------------------------------------------------------------------------------- | ------- | ---------- |
| Kath. Pfarrhof | Kath. Pfarrhof | Hallgarten, Pfarrgasse 1 LageFlur: 8, Flurstück: 77 | Wohnhaus errichtet vom Holzschnitzer Martin Hell. 1776 Erwerb durch das Mainzer St.-Viktors-Stift | 1730    | 130255 DDB |

### Rosentalstraße
| Bild            | Bezeichnung    | Lage                                                             | Beschreibung | Bauzeit | Objekt-Nr. |
| --------------- | -------------- | ---------------------------------------------------------------- | --- | ------- | ---------- |
| Bild gesucht BW | Mühler Kapelle | Hallgarten, Damm (bei Rosentalstraße) LageFlur: 9, Flurstück: 11 | Dankkapelle nach überstandener Pest- und Kriegszeit. Spätgotische Pietà in den 1960er Jahren in die Pfarrkirche Mariä Himmelfahrt verbracht. | 1710    | 130249 DDB |

### Schrötergasse
| Bild            | Bezeichnung               | Lage                                                   | Beschreibung | Bauzeit | Objekt-Nr. |
| --------------- | ------------------------- | ------------------------------------------------------ | --- | ------- | ---------- |
| Bild gesucht BW | Inschrift 1581 (Sachteil) | Hallgarten, Schrötergasse 5 LageFlur: 8, Flurstück: 56 | Inschriftentafel aus Sandstein. Ältere Fachwerkfragmente in neuerem Haus verbaut. Vermutlicher Standort des Zehnthofes des Mainzer St.-Viktors-Stifts | 1581    | 130267 DDB |

### Taunusstraße
| Bild            | Bezeichnung                   | Lage                                                     | Beschreibung                                              | Bauzeit            | Objekt-Nr. |
| --------------- | ----------------------------- | -------------------------------------------------------- | --------------------------------------------------------- | ------------------ | ---------- |
| Bild gesucht BW | Weingut Riedel                | Hallgarten, Taunusstraße 1 LageFlur: 9, Flurstück: 206   | Hofreite mit Fachwerkwohnhaus                             | um 1688            | 130256 DDB |
| Bild gesucht BW |                               | Hallgarten, Taunusstraße 2 LageFlur: 9, Flurstück: 175   | (nur als Teil der Gesamtanlage Alter Ortskern Hallgarten) |                    | 918068     |
| Bild gesucht BW |                               | Hallgarten, Taunusstraße 3 LageFlur: 9, Flurstück: 205   | (nur als Teil der Gesamtanlage Alter Ortskern Hallgarten) |                    | 918050     |
| Bild gesucht BW | Wohnhaus einer Winkelhofreite | Hallgarten, Taunusstraße 4 LageFlur: 9, Flurstück: 174   |                                                           | vielleicht 16. Jh. | 130257 DDB |
| Bild gesucht BW |                               | Hallgarten, Taunusstraße 5 LageFlur: 9, Flurstück: 204/1 | (nur als Teil der Gesamtanlage Alter Ortskern Hallgarten) |                    | 918049     |
| Bild gesucht BW |                               | Hallgarten, Taunusstraße 7 LageFlur: 9, Flurstück: 203   | (nur als Teil der Gesamtanlage Alter Ortskern Hallgarten) |                    | 918070     |
| Bild gesucht BW | Wohnhaus                      | Hallgarten, Taunusstraße 9 LageFlur: 9, Flurstück: 203   |                                                           | Anfang 16. Jh.     | 130258 DDB |
| Bild gesucht BW |                               | Hallgarten, Taunusstraße 11 LageFlur: 9, Flurstück: 202  | (nur als Teil der Gesamtanlage Alter Ortskern Hallgarten) |                    | 918063     |

### Zangerstraße
| Bild            | Bezeichnung                         | Lage                                                                     | Beschreibung | Bauzeit                    | Objekt-Nr. |
| --------------- | ----------------------------------- | ------------------------------------------------------------------------ | --- | -------------------------- | ---------- |
| Bild gesucht BW | Alte Schule                         | Hallgarten, Zangerstraße 1 LageFlur: 9, Flurstück: 208                   | 1792 Schulhaus, ab 1835 Lehrerwohnhaus | möglicherweise 1587        | 130260 DDB |
| weitere Bilder  | Eberbacher Hof                      | Hallgarten, Zangerstraße 2 LageFlur: 8, Flurstück: 93                    | Etwa seit 1140 bestand in Hallgarten ein Eberbacher Hof. Gebäude zusammen mit Hallgartener Platz 12 nach dem 30-jährigen Krieg neu errichtet. Nach der Säkularisation Gastwirtschaft Zum Hirsch | um 1670                    | 130251 DDB |
| weitere Bilder  | Kath. Pfarrkirche Mariä Himmelfahrt | Hallgarten, Zangerstraße 3 LageFlur: 9, Flurstück: 207                   | Barocke Saalkirche auf romanischem Vorgängerbau. Berühmte Hallgartener Madonna | 12. Jh.                    | 130266 DDB |
| Bild gesucht BW | Kreuzigungsgruppe                   | Hallgarten, Zangerstraße 3 LageFlur: 9, Flurstück: 207                   | früher der Backoffen-Schule zugeschrieben | um 1530                    | 130265 DDB |
| Bild gesucht BW |                                     | Hallgarten, Zangerstraße 4 LageFlur: 8, Flurstück: 80                    | (nur als Teil der Gesamtanlage Alter Ortskern Hallgarten) |                            | 918035     |
| Ehem. Rathaus   | Ehem. Rathaus                       | Hallgarten, Zangerstraße 5 LageFlur: 9, Flurstück: 181                   | | 1787/88                    | 130252 DDB |
| Bild gesucht BW |                                     | Hallgarten, Zangerstraße 6 LageFlur: 8, Flurstück: 79                    | (nur als Teil der Gesamtanlage Alter Ortskern Hallgarten) |                            | 918052     |
| Bild gesucht BW |                                     | Hallgarten, Zangerstraße 7 LageFlur: 9, Flurstück: 180                   | (nur als Teil der Gesamtanlage Alter Ortskern Hallgarten) |                            | 918048     |
| Bild gesucht BW |                                     | Hallgarten, Zangerstraße 8 LageFlur: 8, Flurstück: 78                    | (nur als Teil der Gesamtanlage Alter Ortskern Hallgarten) |                            | 918034     |
| Bild gesucht BW |                                     | Hallgarten, Zangerstraße 9 LageFlur: 9, Flurstück: 179                   | (nur als Teil der Gesamtanlage Alter Ortskern Hallgarten) |                            | 918047     |
| Bild gesucht BW | Wohnhaus mit Fachwerkobergeschoss   | Hallgarten, Zangerstraße 10 LageFlur: 8, Flurstück: 62                   | | 1657                       | 130272 DDB |
| Bild gesucht BW |                                     | Hallgarten, Zangerstraße 11 LageFlur: 9, Flurstück: 178                  | (nur als Teil der Gesamtanlage Alter Ortskern Hallgarten) |                            | 918041     |
| Bild gesucht BW |                                     | Hallgarten, Zangerstraße 11a LageFlur: 9, Flurstück: 178                 | (nur als Teil der Gesamtanlage Alter Ortskern Hallgarten) |                            | 918042     |
| Bild gesucht BW |                                     | Hallgarten, Zangerstraße 12 LageFlur: 8, Flurstück: 61                   | (nur als Teil der Gesamtanlage Alter Ortskern Hallgarten) |                            | 918027     |
| Bild gesucht BW | Wohnhaus mit Fachwerkobergeschoss   | Hallgarten, Zangerstraße 13 LageFlur: 9, Flurstück: 177                  | | Frühes 16. Jh.             | 130273 DDB |
| Bild gesucht BW |                                     | Hallgarten, Zangerstraße 14 LageFlur: 8, Flurstück: 60                   | (nur als Teil der Gesamtanlage Alter Ortskern Hallgarten) |                            | 918033     |
| Bild gesucht BW | Ehem. Postamt                       | Hallgarten, Zangerstraße 15 LageFlur: 9, Flurstück: 176                  | Von 1882 bis vor wenigen Jahren Postamt von Hallgarten | 18. Jh.                    | 130274 DDB |
| Bild gesucht BW | Wohnhaus mit Fachwerkobergeschoss   | Hallgarten, Zangerstraße 16 LageFlur: 8, Flurstück: 59                   | | 1738 und 1920              | 130275 DDB |
| Bild gesucht BW |                                     | Hallgarten, Zangerstraße 17 LageFlur: 9, Flurstück: 169                  | (nur als Teil der Gesamtanlage Alter Ortskern Hallgarten) |                            | 918040     |
| Bild gesucht BW |                                     | Hallgarten, Zangerstraße 18 LageFlur: 8, Flurstück: 58                   | (nur als Teil der Gesamtanlage Alter Ortskern Hallgarten) |                            | 918030     |
| Bild gesucht BW |                                     | Hallgarten, Zangerstraße 19 LageFlur: 9, Flurstück: 168                  | (nur als Teil der Gesamtanlage Alter Ortskern Hallgarten) |                            | 918038     |
| Bild gesucht BW |                                     | Hallgarten, Zangerstraße 20 LageFlur: 8, Flurstück: 57                   | (nur als Teil der Gesamtanlage Alter Ortskern Hallgarten) |                            | 918031     |
| Bild gesucht BW |                                     | Hallgarten, Zangerstraße 21 LageFlur: 9, Flurstück: 167                  | (nur als Teil der Gesamtanlage Alter Ortskern Hallgarten) |                            | 918058     |
| Bild gesucht BW |                                     | Hallgarten, Zangerstraße 22 LageFlur: 8, Flurstück: 52/2                 | (nur als Teil der Gesamtanlage Alter Ortskern Hallgarten) |                            | 918023     |
| Bild gesucht BW |                                     | Hallgarten, Zangerstraße 22a LageFlur: 8, Flurstück: 52/1                | (nur als Teil der Gesamtanlage Alter Ortskern Hallgarten) |                            | 918026     |
| Bild gesucht BW |                                     | Hallgarten, Zangerstraße 23 LageFlur: 9, Flurstück: 166                  | (nur als Teil der Gesamtanlage Alter Ortskern Hallgarten) |                            | 918037     |
| Bild gesucht BW |                                     | Hallgarten, Zangerstraße 24 LageFlur: 8, Flurstück: 51                   | (nur als Teil der Gesamtanlage Alter Ortskern Hallgarten) |                            | 918025     |
| Bild gesucht BW |                                     | Hallgarten, Zangerstraße 25 LageFlur: 9, Flurstück: 164                  | (nur als Teil der Gesamtanlage Alter Ortskern Hallgarten) |                            | 918062     |
| Bild gesucht BW | Fachwerkwohnhaus                    | Hallgarten, Zangerstraße 26 LageFlur: 8, Flurstück: 50                   | | 1586; Größtenteils 18. Jh. | 130276 DDB |
| Bild gesucht BW |                                     | Hallgarten, Zangerstraße 27 LageFlur: 9, Flurstück: 157                  | (nur als Teil der Gesamtanlage Alter Ortskern Hallgarten) |                            | 918067     |
| Bild gesucht BW | Wohnhaus                            | Hallgarten, Zangerstraße 28 LageFlur: 8, Flurstück: 47/3                 | Massivbau des 16. Jhs. Möglicherweise ehemaliger Hof von der Leyen |                            | 130277 DDB |
| Bild gesucht BW |                                     | Hallgarten, Zangerstraße 29 LageFlur: 9, Flurstück: 157                  | (nur als Teil der Gesamtanlage Alter Ortskern Hallgarten) |                            | 918066     |
| Bild gesucht BW |                                     | Hallgarten, Zangerstraße 30 LageFlur: 8, Flurstück: 46                   | (nur als Teil der Gesamtanlage Alter Ortskern Hallgarten) |                            | 918064     |
| Bild gesucht BW |                                     | Hallgarten, Zangerstraße 31 LageFlur: 9, Flurstück: 155                  | (nur als Teil der Gesamtanlage Alter Ortskern Hallgarten) |                            | 918036     |
| Bild gesucht BW |                                     | Hallgarten, Zangerstraße 32 LageFlur: 8, Flurstück: 45                   | (nur als Teil der Gesamtanlage Alter Ortskern Hallgarten) |                            | 918051     |
| Bild gesucht BW |                                     | Hallgarten, Zangerstraße 34 LageFlur: 8, Flurstück: 44                   | (nur als Teil der Gesamtanlage Alter Ortskern Hallgarten) |                            | 918022     |
| Bild gesucht BW | Gefallenenehrenmal                  | Hallgarten, Am Ehrenmal (bei Zangerstraße) LageFlur: 9, Flurstück: 154/2 | Skulptur und Schrifttafeln eines älteren Denkmals für die Gefallenen der beiden Weltkriege |                            | 635583 DDB |
| Bild gesucht BW | Kriegerdankkapelle                  | Hallgarten, Am Ehrenmal (bei Zangerstraße) LageFlur: 9, Flurstück: 95/1  | Marienkapelle für die Heimkehrer des Krieges von 1870/71 | 1892                       | 130264 DDB |

### Außerhalb der Ortslage Hallgarten
| Bild               | Bezeichnung                           | Lage | Beschreibung                                                         | Bauzeit     | Objekt-Nr. |
| ------------------ | ------------------------------------- | --- | -------------------------------------------------------------------- | ----------- | ---------- |
| Hendelberg-Kapelle | Hendelberg-Kapelle                    | Hallgarten, Außerhalb der Ortslage 1 Hendelberg (Flurbez.) LageFlur: 11, Flurstück: 117                                | Soll aus einer früheren Schutzhütte hervorgegangen sein              | 17./18. Jh. | 130492 DDB |
| weitere Bilder     | Maria-Hilf-Kapelle, Grunder Kapelle   | Hallgarten, Außerhalb der Ortslage 2 (Kirchenacker (Flurbez.)) LageFlur: 37, Flurstück: 161                            |                                                                      |             | 130493 DDB |
| weitere Bilder     | Madonna in der Affolder               | Hallgarten, Außerhalb der Ortslage 3 (Die Hitz) LageFlur: 34, Flurstück: 44                                            | Terrakotta-Figur in der Weinbergslage „Schönhell“, früher „Affolder“ | 1896        | 130490 DDB |
| weitere Bilder     | Gemarkungsstein Hallgarten-Oestrich   | Hallgarten, Außerhalb der Ortslage 4 (Ernet (Flurbez.)) LageFlur: 33, Flurstück: 25                                    | Durch Kopie ersetzt                                                  |             | 130595 DDB |
| Bild gesucht BW    | Gemarkungsstein Hallgarten-Hattenheim | Hallgarten, Außerhalb der Ortslage 5 (Deutelsberg, Mehrhölzchen (Flurbez.)) LageFlur: 27, Flurstück: 74                | Dreieckiger Sandstein                                                | 18. Jh      | 130641 DDB |
| weitere Bilder     | Mapper Schanze                        | Hallgarten, Außerhalb der Ortslage 6 (Mapperschützenhausfeld) LageFlur: 1, Flurstück: 6                                | Letztes Bollwerk der ehem. Grenzbefestigung „Rheingauer Gebück“      | 1494        | 130250 DDB |
| Burg Haneck        | Burg Haneck                           | Hallgarten, Außerhalb der Ortslage 7 (Schloßdell, Wehrgraben – über dem Wispertal) LageFlur: 23, Flurstück: 13/3, 13/5 | Schlossdell und Wehrgraben der Ruine im Wispertal                    | 1386        | 130491 DDB |

## Mittelheim

### Gesamtanlagen mit besonderem Ensembleschutz
| Bild            | Bezeichnung                            | Lage            | Beschreibung | Bauzeit | Objekt-Nr. |
| --------------- | -------------------------------------- | --------------- | --- | ------- | ---------- |
| Bild gesucht BW | Gesamtanlage Alter Ortskern Mittelheim | Mittelheim Lage | An der Basilika; Nikolauspfad; Obergasse; Rathausplatz; Rathausstraße, Rheingaustraße 105–141 (Süd) und 102–146 (Nord); Weinheimer Straße, Flurstück Im Nikolaus |         | 130283 DDB |

### An der Basilika
| Bild           | Bezeichnung                   | Lage                                                             | Beschreibung                                                                                 | Bauzeit           | Objekt-Nr. |
| -------------- | ----------------------------- | ---------------------------------------------------------------- | -------------------------------------------------------------------------------------------- | ----------------- | ---------- |
| weitere Bilder | Alte Schule                   | Mittelheim, An der Basilika 1 LageFlur: 9, Flurstück: 312/105    | Als Schule genutzt bis 1820                                                                  | 1654              | 130307 DDB |
| weitere Bilder | Kath. Pfarrhaus               | Mittelheim, An der Basilika 8 LageFlur: 9, Flurstück: 155/3      | Massivbau mit Fachwerkobergeschoss                                                           | 1719              | 130221 DDB |
| weitere Bilder | Kath. Pfarrkirche St. Ägidius | Mittelheim, An der Basilika 8 LageFlur: 9, Flurstück: 155/3      | Dreischiffige romanische Pfeilerbasilika. Ehem. Augustinerinnenkloster, ab 1263 Pfarrkirche. | 1. Hälfte 12. Jh. | 130220 DDB |
| weitere Bilder | Ehem. Sonnenhof               | Mittelheim, An der Basilika 9 LageFlur: 9, Flurstück: 96/8, 96/9 | Barocker Massivbau                                                                           | 18. Jh.           | 130222 DDB |

### Grenzstraße
| Bild           | Bezeichnung  | Lage | Beschreibung | Bauzeit | Objekt-Nr. |
| -------------- | ------------ | --- | --- | ------- | ---------- |
| Wegekreuz      | Wegekreuz    | Mittelheim, Grenzstraße 1 (Ecke Rheingaustraße) LageFlur: 8, Flurstück: 608/88                                                                                               | Wegekreuz aus Sandstein in Mauernische, Original in der Mittelheimer Basilika                                               |         | 130357 DDB |
| Grenzstein     | Grenzstein   | Mittelheim, Grenzstraße 1 (Ecke Rheingaustraße) LageFlur: 8, Flurstück: 608/88                                                                                               | Gemarkungsstein Mittelheim-Oestrich                                                                                         | 1706    | 130357 DDB |
| weitere Bilder | Villa Stosch | Mittelheim, Grenzstraße 1, Grenzstraße, Ober der Straße, Rheingaustraße LageFlur: 8, 15, Flurstück: 407/85, 471/81, 507/77, 518/85, 519/85, 606/76, 607/83, 608/88, 86, 62/4 | Ehem. Weingut. 1871 erwarb Albrecht von Stosch das Anwesen als Altersruhesitz. Umbau nach Plänen von Heinrich Velde um 1880 | um 1860 | 130243 DDB |

### Rathausplatz
| Bild     | Bezeichnung | Lage                                                      | Beschreibung                     | Bauzeit                           | Objekt-Nr. |
| -------- | ----------- | --------------------------------------------------------- | -------------------------------- | --------------------------------- | ---------- |
| Eckhaus  | Eckhaus     | Mittelheim, Rathausplatz 1 LageFlur: 9, Flurstück: 30/1   | Verputztes Wohnhaus mit Walmdach | 1. Hälfte des 19. Jhs.            | 130215 DDB |
| Wohnhaus | Wohnhaus    | Mittelheim, Rathausplatz 5 LageFlur: 9, Flurstück: 409/49 | Fachwerkhaus                     | Kellereingang mit 1590 bezeichnet | 130635 DDB |

### Rathausstraße
| Bild                                                   | Bezeichnung                                            | Lage                                                                          | Beschreibung                                                                  | Bauzeit                       | Objekt-Nr. |
| ------------------------------------------------------ | ------------------------------------------------------ | ----------------------------------------------------------------------------- | ----------------------------------------------------------------------------- | ----------------------------- | ---------- |
|                                                        |                                                        | Mittelheim, Rathausstraße 5 LageFlur: 9, Flurstück: 275/86                    | Mittelbau einer Baugruppe von drei Wohnhäusern                                | um 1600                       | 130225 DDB |
|                                                        |                                                        | Mittelheim, Rathausstraße 7 LageFlur: 9, Flurstück: 420/85                    | Westlicher Kopfbau einer Baugruppe von drei Wohnhäusern                       | 16. Jh.                       | 130224 DDB |
| Hof mit Fachwerkwohnhaus                               | Hof mit Fachwerkwohnhaus                               | Mittelheim, Rathausstraße 8 LageFlur: 9, Flurstück: 97                        | Im Hof Wirtschaftsgebäude mit Datum 1608                                      | 1715                          | 130226 DDB |
| Östlicher Kopfbau einer Baugruppe von drei Wohnhäusern | Östlicher Kopfbau einer Baugruppe von drei Wohnhäusern | Mittelheim, Rathausstraße 9 LageFlur: 9, Flurstück: 421/87                    |                                                                               | 16./17. Jh.                   | 130227 DDB |
| Bild gesucht BW                                        | Wohnhaus                                               | Mittelheim, Rathausstraße 10 LageFlur: 9, Flurstück: 92/5                     | Grundstück von Bruchsteinmauer umgeben                                        | 17./18. Jh.                   | 130228 DDB |
| Bild gesucht BW                                        | Sog. Burghaus                                          | Mittelheim, Rathausstraße 12, Rheinweg LageFlur: 9, 10, Flurstück: 91/3, 1/15 | vielleicht Gelände einer ehem. Turmburg. Veränderungen im 18. Jh., Brand 1929 | möglw. 1. Hälfte des 15. Jhs. | 130229 DDB |
| Bild gesucht BW                                        | Helenenhof                                             | Mittelheim, Rathausstraße 15 LageFlur: 9, Flurstück: 90/2                     | Ehem. Weingut. Rechtwinklige Anlage mit zwei Flügeln                          |                               | 130223 DDB |

### Rheingaustraße
| Bild                               | Bezeichnung                        | Lage                                                                    | Beschreibung | Bauzeit                                                              | Objekt-Nr. |
| ---------------------------------- | ---------------------------------- | ----------------------------------------------------------------------- | --- | -------------------------------------------------------------------- | ---------- |
| weitere Bilder                     | Bahnhof Oestrich-Winkel            | Mittelheim, Rheingaustraße 102 LageFlur: 8, Flurstück: 320/4            | Bahnhöfe von Oestrich und Winkel wurden 1864 in Mittelheim zusammen gelegt. Typenbahnhof nach Plänen Heinrich Veldes.                      | 1864, Anbau 1920-30                                                  | 130232 DDB |
| weitere Bilder                     | Lind-Kreuz                         | Mittelheim, Rheingaustraße 104 LageFlur: 9, Flurstück: 376/62           | Wegekreuz aus Sandstein | 1739, erneuert 1994                                                  | 130570 DDB |
| weitere Bilder                     | Ev. Pfarrkirche mit Pfarrhaus      | Mittelheim, Rheingaustraße 105 LageFlur: 8, Flurstück: 175/17, 175/8    | Rechteckiger Saalbau mit flachgeneigtem Satteldach nach Plänen von Hans Günther Hofmann. Offener Beton-Glockenturm. Pfarrhaus mit Pultdach | 1956, Einweihung 1957                                                | 130596 DDB |
| Zehntscheune                       | Zehntscheune                       | Mittelheim, Rheingaustraße 114 LageFlur: 9, Flurstück: 51/2             | Wahrscheinlich ehem. Zehntscheune des Mainzer St.-Viktor-Stifts                                                                            | um 1500                                                              | 130242 DDB |
| weitere Bilder                     | Altes Rathaus                      | Mittelheim, Rheingaustraße 116 LageFlur: 9, Flurstück: 222/50           | Zweigeschossiger Massivbau mit steilem Satteldach                                                                                          | 1504, Erneuerung nach Brand um 1700, Umbau 1959/60 (Fußgängerarkade) | 130239 DDB |
| Wohnhaus                           | Wohnhaus                           | Mittelheim, Rheingaustraße 121 LageFlur: 9, Flurstück: 81/1             | Massivbau mit Fachwerkobergeschoss zwischen Schildgiebeln aus Bruchsteinmauerwerk                                                          | um 1615                                                              | 130230 DDB |
| Fachwerkwohnhaus                   | Fachwerkwohnhaus                   | Mittelheim, Rheingaustraße 123 LageFlur: 9, Flurstück: 425/100          | | 16./17. Jh., Umbau 18./19. Jh.                                       | 130233 DDB |
| Massivbau mit Fachwerkobergeschoss | Massivbau mit Fachwerkobergeschoss | Mittelheim, Rheingaustraße 125 LageFlur: 9, Flurstück: 426/102          | | 1. Hälfte des 16. Jhs.                                               | 130237 DDB |
| Massivbau mit Fachwerkobergeschoss | Massivbau mit Fachwerkobergeschoss | Mittelheim, Rheingaustraße 127 LageFlur: 9, Flurstück: 310/104          | | um 1500, verändert im 18. Jh.                                        | 130234 DDB |
| weitere Bilder                     | Reitz’scher Hof                    | Mittelheim, Rheingaustraße 128/130 LageFlur: 9, Flurstück: 22/11, 22/5  | Wohnhaus mit prägendem Renaissancegiebel                                                                                                   | 1559                                                                 | 130474 DDB |
| Weingut Dr. Corvers-Kauter         | Weingut Dr. Corvers-Kauter         | Mittelheim, Rheingaustraße 129 LageFlur: 9, Flurstück: 107/3            | Gutshof mit verputztem Wohnhaus | 18. Jh.                                                              | 130235 DDB |
| Wohnhaus                           | Wohnhaus                           | Mittelheim, Rheingaustraße 135 LageFlur: 9, Flurstück: 132/1            | | 1815                                                                 | 130238 DDB |
| Wohnhaus                           | Wohnhaus                           | Mittelheim, Rheingaustraße 139/141 LageFlur: 9, Flurstück: 137/1, 137/2 | um 1815 |                                                                      | 130236 DDB |

### Rheinweg
| Bild       | Bezeichnung | Lage                                                             | Beschreibung | Bauzeit | Objekt-Nr. |
| ---------- | ----------- | ---------------------------------------------------------------- | ------------ | ------- | ---------- |
| Tempelchen | Tempelchen  | Mittelheim, Leinpfad (bei Rheinweg) LageFlur: 10, Flurstück: 1/7 |              | 1911    | 130231 DDB |

### Rieslingstraße
| Bild                                               | Bezeichnung                                        | Lage                                                               | Beschreibung              | Bauzeit        | Objekt-Nr. |
| -------------------------------------------------- | -------------------------------------------------- | ------------------------------------------------------------------ | ------------------------- | -------------- | ---------- |
| Friedhof – Ehemalige Friedhofskapelle              | Friedhof – Ehemalige Friedhofskapelle              | Mittelheim, Rieslingstraße LageFlur: 17, Flurstück: 329            | Rieslingstraße (Friedhof) | spätes 19. Jh. | 130282 DDB |
| Friedhof – Kreuzigungsgruppe                       | Friedhof – Kreuzigungsgruppe                       | Mittelheim, Rieslingstraße (Friedhof) LageFlur: 17, Flurstück: 329 | Sandstein                 |                | 130282 DDB |
| Friedhof – Grabmal Albrecht von Stosch (1818–1896) | Friedhof – Grabmal Albrecht von Stosch (1818–1896) | Mittelheim, Rieslingstraße (Friedhof) LageFlur: 17, Flurstück: 329 |                           |                | 130282 DDB |
| Marienkapelle                                      | Marienkapelle                                      | Mittelheim, Rieslingstraße 15 LageFlur: 17, Flurstück: 307         |                           | gestiftet 1864 | 130240 DDB |

### Weinheimer Straße
| Bild                  | Bezeichnung           | Lage                                                                                         | Beschreibung                                                          | Bauzeit                                             | Objekt-Nr. |
| --------------------- | --------------------- | -------------------------------------------------------------------------------------------- | --------------------------------------------------------------------- | --------------------------------------------------- | ---------- |
| Wohnhaus, Wegekreuz   | Wohnhaus, Wegekreuz   | Mittelheim, Weinheimer Straße 2, In der Unteren Straß LageFlur: 8, 9, Flurstück: 182/5, 72/5 | Fachwerkwohnhaus. In der Hofmauereingemauertes Kruzifix aus Sandstein | 16./17. Jh.                                         | 130241 DDB |
| Wohnhaus, Hausmadonna | Wohnhaus, Hausmadonna | Mittelheim, Weinheimer Straße 9 LageFlur: 9, Flurstück: 414/74                               |                                                                       | Haus im Kern möglw. 16. Jh., Immaculata des 18. Jh. | 130284 DDB |

### Außerhalb der Ortslage Mittelheim
| Bild                  | Bezeichnung              | Lage | Beschreibung                                                               | Bauzeit               | Objekt-Nr. |
| --------------------- | ------------------------ | --- | -------------------------------------------------------------------------- | --------------------- | ---------- |
| Bild gesucht BW       | Leinpfad                 | Mittelheim, Außerhalb der Ortslage 1 (Leinpfad, Rheinwasen, Rhein (Gew I-B), Rheinanbau, Käsbrett, Aue) LageFlur: 10, 11, 12, 14, 15, 21, 22, 23, 24, 58, 59, Flurstück: 1/12, 1/2, 1/5–7, 279/95, 281/95, 283/96, 284/96, 93/12, 96/24–26, 321/13, 321/14, 322/6, 166/23, 166/7, 56/10, 56/3, 68, 69, 71, 52, 53, 55, 1/1, 1/3, 66, 24/6, 57/4, 56/2 | Leinpfad mit Ufer- und Wegebefestigung, Grenzsteinen und Vermessungsmarken | 2. Hälfte des 19. Jh. | 130614 DDB |
| weitere Bilder        | Kreuz am Backhausweg     | Mittelheim, Außerhalb der Ortslage 2 (Auf der Fuchshöhl) LageFlur: 17, Flurstück: 65 | Wegekreuz aus Sandstein                                                    | 1898                  | 130634 DDB |
| Kreuz am Gänsbaumweg  | Kreuz am Gänsbaumweg     | Mittelheim, Außerhalb der Ortslage 3 (Auf der Zeil) LageFlur: 16, Flurstück: 23 | Einfaches Wegekreuz aus Sandstein                                          | 19. Jh.               | 130633 DDB |
| Ruhe am Gänsbaumweg   | Ruhe am Gänsbaumweg      | Mittelheim, Außerhalb der Ortslage 4 (Stein) LageFlur: 17, Flurstück: 1 | Ruhe aus Sandstein                                                         | vielleicht 18. Jh.    | 939038 DDB |
| Bild gesucht BW       | Kreuz bei der Kühnsmühle | Mittelheim, Außerhalb der Ortslage 5 (Goldberg) LageFlur: 12, Flurstück: 56 | Wegekreuz aus Sandstein                                                    | spätes 18. Jh.        | 130637 DDB |
| Wegekreuz am Kuhweg I | Wegekreuz am Kuhweg I    | Mittelheim, Außerhalb der Ortslage 6 (Stein) LageFlur: 14, Flurstück: 73 | Wegekreuz aus Holz mit Überdachung                                         | 1. Hälfte des 20. Jh. | 130610 DDB |
| weitere Bilder        | Wegekreuz am Kuhweg II   | Mittelheim, Außerhalb der Ortslage 7 (Goldberg) LageFlur: 12, Flurstück: 82 | Wegekreuz aus Sandstein                                                    | um 1900               | 130632 DDB |

## Oestrich

### Gesamtanlagen mit besonderem Ensembleschutz
| Bild                      | Bezeichnung                          | Lage | Beschreibung | Bauzeit | Objekt-Nr. |
| ------------------------- | ------------------------------------ | --- | --- | ------- | ---------- |
| Bild gesucht BW           | Gesamtanlage Alter Ortskern Oestrich | Bornstraße Südseite; Burgstraße; Friedensplatz; Gartenstraße Ostseite; Kranenstraße; Marktstraße; Rheinallee; Rheingaustraße; Rheinstraße; Römerstraße Lage | |         | 130309 DDB |
| Bild gesucht BW           | Gesamtanlage Rheingaustraße          | Rheingaustraße 18–28 (Nordseite) LageFlur: 12, Flurstück: 151/3, 712/155, 156/1, 158/1, 158/2, 164/2, 166/3                                                 | Villengruppe entstanden im Zuge der östlichen Ortserweiterung in der 2. Hälfte des 19. Jhs. im Zuge der Industrialisierung |         | 130617 DDB |
| Gesamtanlage Winzerstraße | Gesamtanlage Winzerstraße            | Winzerstraße 1–4 einschl. ehemaliger Winzerhalle; Hallgartener Straße 13–18; Rudolp-Koepp-Straße 1, Linden; altes Pflaster LageFlur: 12, 13, Flurstück:     | |         | 130616 DDB |

### Bornstraße
| Bild               | Bezeichnung        | Lage                                           | Beschreibung | Bauzeit        | Objekt-Nr. |
| ------------------ | ------------------ | ---------------------------------------------- | --- | -------------- | ---------- |
|                    |                    | Bornstraße 6 LageFlur: 16, Flurstück: 350/148  | Hofreite mit modern verändertem, verputztem Fachwerkwohnhaus.                                                                             | 18. Jh.        | 130310 DDB |
| Weingut Jakob Kühn | Weingut Jakob Kühn | Bornstraße 7 LageFlur: 16, Flurstück: 349/145  | Schlichter, gut erhaltener, Rheingauer Haustyp mit verputztem Fachwerkobergeschoss auf dem Gelände des ehemaligen Stabloer Hofes.         | frühes 19. Jh. | 130311 DDB |
|                    |                    | Bornstraße 10 LageFlur: 16, Flurstück: 341/124 | Gut erhaltene Kleinhofreite verputztes Fachwerkwohnhaus mit Wirtschaftsgebäude und umfriedeten Hofraum. Typische Wohnform eines Häuslers. | um 1800        | 130313 DDB |

### Burgstraße
| Bild                                                 | Bezeichnung                                          | Lage                                          | Beschreibung | Bauzeit      | Objekt-Nr. |
| ---------------------------------------------------- | ---------------------------------------------------- | --------------------------------------------- | --- | ------------ | ---------- |
|                                                      |                                                      | Burgstraße 2 LageFlur: 14, Flurstück: 144/1   | Wohnhaus mit massiven Erdgeschoss und verputztem Fachwerkobergeschoss. Im 19. Jh wurden an der Fassade nachträglich Putz Pilaster mit reich stucktiertem Kapitell angebracht. Moderne Veränderung der Fenster und Gauben. | 17. /18. Jh. | 130308 DDB |
|                                                      |                                                      | Burgstraße 3 LageFlur: 14, Flurstück: 377/151 | Fachwerkhaus mit vorspringendem Erker wurde durch Verputz und Fenstertausch fast unkenntlich gemacht. | 17. Jh.      | 130312 DDB |
|                                                      |                                                      | Burgstraße 4 LageFlur: 14, Flurstück: 381/153 | Kleine Hofreite, das Wohnhaus ist durch einen Torbau mit dem parallel liegenden Nebengebäude verbunden. Durch den Einbau von zu großen Fenstern, in das verputzte Fachwerkwohnhaus mit dem massiven Erdgeschoss, hat sich das Erscheinungsbild leider negativ verändert. | 17. Jh.      | 130314 DDB |
| Die Burg, ehemaliger Hof des Domkapitels (heute EBS) | Die Burg, ehemaliger Hof des Domkapitels (heute EBS) | Burgstraße 5 LageFlur: 14, Flurstück: 135/16  | Von der ursprünglichen mittelalterlichen Turmburg des Freile zum Jungen die auf diesem Gelände einst stand ist heute, eben so wenig erhalten wie von dem späteren Hof des Domkapitels. Nach den Zerstörungen im Dreißigjährigen Krieg wurden die sogenannte Burg 1730 in barocker Form wieder aufgebaut schließlich nach der Säkularisierung 1805 verkauft. Der Amsterdamer Kaufmann Georg Wittekind baute sich die Liegenschaft zu einem Sommersitz mit Weingut um. 1871 übernahm Wilhelm Rasch ein Pionier der Rheingauer Rebzucht den Hof. Anfang des 20. Jh. übernahm die benachbarte Firma Koepp die Liegenschaft, seit 1980 gehört das Gelände der EBS Universität für Wirtschaft und Recht. Von der historischen Bebauung existiert nur noch das stattliche massive Herrenhaus, mit hohem Mansarddach und älterem Keller. Hofseitig ein angebauter Treppenturm mit flacher Haube. Die Schauseite zum Rhein wurde im 19. Jh. verändert. Parallel zum Herrenhaus liegt ein zweigeschossiger Torbau daran anschließend ein höheres Wohngebäude aus dem 19. Jh. Garten und Weinberg wurden leider in den 1990er Jahren mit einem Parkplatz und einer Wohnanlage überbaut. |              | 130315 DDB |

### Friedensplatz
| Bild           | Bezeichnung             | Lage                                                                    | Beschreibung | Bauzeit                                         | Objekt-Nr. |
| -------------- | ----------------------- | ----------------------------------------------------------------------- | --- | ----------------------------------------------- | ---------- |
|                |                         | Friedensplatz 3 LageFlur: 16, Flurstück: 27/2                           | Verputztes Fachwerkwohnhaus mit Satteldach auf massivem Erdgeschoss mit Anbauten aus neuerer Zeit. | 17. /18. Jh.                                    | 130187 DDB |
|                |                         | Friedensplatz 4 LageFlur: 16, Flurstück: 166/6                          | Wohngebäude mit massivem Erdgeschoss und verschieferter Fachwerkgiebelwand und Krüppelwalmdach. Nördlich, durch jüngere, angebaute, erkerartig, vorspringende Überbauung der Hofeinfahrt, mit dem Nachbargebäude verbunden. | 18. Jh.                                         | 130188 DDB |
|                |                         | Friedensplatz 6 LageFlur: 16, Flurstück: 165/1                          | Traufständiges Wohnhaus mit Ladenfront. Das Erdgeschoss mit aufgeputzer Quaderung, flachbogigen Öffnungen für Schaufenster, Eingang und Durchfahrt. | 17. /18. Jh. im 19. Jh. durchgreifend verändert | 130189 DDB |
|                |                         | Friedensplatz 8 LageFlur: 16, Flurstück: 360/164                        | Hofreite bestehend aus einem verputzen Fachwerkwohnhaus, mit verschiefertem Giebel, das Erdgeschoss ist wie der anschließende Torbau massiv gebaut, im Hof steht noch ein zurückliegendes Nebengebäude. Das heutige Aussehen lässt auf Modernisierungen in den 1970er Jahren schließen. | um 1700                                         | 130190 DDB |
| weitere Bilder | Oestricher Weinkellerei | Friedensplatz 9 LageFlur: 16, Flurstück: 51/9                           | 1894 kaufte Julius Wegeler das Weingut von A. Wagner in Oestrich zur Erweiterung des 1882 im Rheingau neu gegründete Weingutes der Sektfirma Deinhard und machte dessen Gutshaus zu dessen Verwaltungssitz. Geheimrat Wegeler war mit August Deinhards Tochter Emma verheiratet und seit 1865 Teilhaber der Sektkellerei. Hofreite mit massivem Erdgeschoss die Durchfahrt mit schönem verglastem Tor aus der Gründerzeit. Das erste und das, später aufgesetzte, zweite Obergeschoss wurde verschiefert und mit einem flachen Walmdach bekrönt. Die schlichte biedermeierliche Fassade fügt sich harmonisch in die Platzfassung ein. | 18. Jh. im 19. Jh. drittes Stockwerk aufgesetzt | 130316 DDB |
|                |                         | Friedensplatz 11 LageFlur: 16, Flurstück: 51/9                          | Fachwerkhaus mit massivem Erdgeschoss. Die zur Straße zeigende Traufseite mit gradlinigen Sichtfachwerk, unter den Fenstern schönes rautenförmiges Zierfachwerk, die Giebelwand ist verputzt. | ca. 1720                                        | 130191 DDB |
|                |                         | Friedensplatz 13 LageFlur: 16, Flurstück: 313/19                        | Einfaches Wohngebäude mit rechteckig überbauter Hofdurchfahrt im frühen 19. Jh neu erbaut evtl. auch ein komplett umgestaltetes älteres Gebäude. | frühes 19. Jh.                                  | 130192 DDB |
|                |                         | Friedensplatz 15 LageFlur: 16, Flurstück: 312/17                        | Giebelständiges Fachwerkwohnhaus, der Familie von Schwartzenau, mit markantem sechseckigen Erker mit barocker Haube. Das vorher verschieferte, reiche Sichtfachwerk des Gebäudes wurde 2006 freigelegt. Der traufständige Gebäudeteil, mit seiner rundbogigen Durchfahrt, schließt sich an das Nachbargebäude an und ist jüngeren Datums. Beachtenswert ist die barocke Holzrahmung und Füllung der Durchfahrt Haustür im massiv gebauten Erdgeschoss. | 1680 rückseitiges Nebengebäude 1721             | 130193 DDB |
|                |                         | Friedensplatz 17 LageFlur: 16, Flurstück: 311/14                        | Schmales, giebelständiges, verschiefertes Wohnhaus errichtet nach dem Vorbild des Vorgängerbaues, es trägt daher zu guten Ensemblewirkung des Platzes bei. | nach 1900                                       | 130194 DDB |
| Weingut Eser   | Weingut Eser            | Friedensplatz 19 LageFlur: 16, Flurstück: 8/1                           | Die aus drei Gebäudeteilen bestehende traufständige Hofreite wurde ursprünglich von dem Rissmeister und Domschreiner Bender erbaut, er leitete den Wiederaufbau des Domkapitel'schen Hofes in der Burgstraße. Der ältere Winkelbau an der Ecke Schmalgasse besitzt ein auskragendes Fachwerkobergeschoss. Der wohl jüngere, südliche Gebäudeteil ist ohne diesen Geschossvorsprung. Der gesamte Gebäudekomplex ist verputzt und dessen Fassade wurde durch moderne Eingriffe leider ungünstig verändert. | 18. Jh. mit jüngerem Anbau                      | 130317 DDB |
| Hausmadonna    | Hausmadonna             | Friedensplatz 19 LageFlur: 16, Flurstück: 8/1                           | Holzfigur einer Maria Immaculata auf verzierter Konsole. | Mitte 18. Jh.                                   | 130317 DDB |
|                |                         | Friedensplatz 23, Pfingstbach LageFlur: 16, Flurstück: 294/199, 345/132 | Das Gebäude ist ein Wiederaufbau nach dem II. Weltkrieg im idealisierten Fachwerkstiel des 16. Jhs. | 20. Jh. Wiederaufbau nach Vorbild des 16. Jhs.  | 130204 DDB |

### Grenzstraße
| Bild                   | Bezeichnung            | Lage                                         | Beschreibung | Bauzeit | Objekt-Nr. |
| ---------------------- | ---------------------- | -------------------------------------------- | ------------ | ------- | ---------- |
| Ehemaliges Café Museum | Ehemaliges Café Museum | Grenzstraße 14 LageFlur: 38, Flurstück: 97/8 |              | 1910    | 130323 DDB |

### Hallgartener Straße
| Bild           | Bezeichnung | Lage                                                                                   | Beschreibung | Bauzeit                                         | Objekt-Nr. |
| -------------- | ----------- | -------------------------------------------------------------------------------------- | --- | ----------------------------------------------- | ---------- |
| weitere Bilder | Kapelle     | Hallgartener Straße LageFlur: 13, Flurstück: 497/65                                    | Die Kapelle ehemals eine Wegkapelle außerhalb der historischen Bebauung an der Straße nach Hallgarten. Sie soll ursprünglich aus dem 14. Jh. stammen. Im späten 17. Jh. wurde sie barock verändert bzw. neu erbaut. Im Inneren befindet sich eine Kopie des bis 1965 hier aufgestellten gotischen Erbärmdebildes das Original befindet sich in der Kirche St. Martin. | ursprünglich 14. Jh. neu errichtet Ende 17. Jh. | 130286 DDB |
|                |             | Hallgartener Straße 1 LageFlur: 13, Flurstück: 60/1                                    | | 19. Jh.                                         | 130324 DDB |
|                |             | Hallgartener Straße 6/6a, Feldstraße 1a LageFlur: 12, Flurstück: 139/2, 139/3, 399/140 | | 1900                                            | 130325 DDB |

### Kirchplatz
| Bild            | Bezeichnung                  | Lage                                      | Beschreibung                                | Bauzeit | Objekt-Nr. |
| --------------- | ---------------------------- | ----------------------------------------- | ------------------------------------------- | --- | ---------- |
| Kirchhof Pforte | Kirchhof Pforte              | Kirchplatz LageFlur: 14, Flurstück: 155/1 |                                             | | 130326 DDB |
| Kirchhofmauer   | Kirchhofmauer                | Kirchplatz LageFlur: 14, Flurstück: 155/1 |                                             | | 130326 DDB |
| weitere Bilder  | Kreuzigungsgruppe            | Kirchplatz LageFlur: 14, Flurstück: 155/1 |                                             | Kruzifix 1678 Allianzfiguren 1510/20                                                                        | 130326 DDB |
| weitere Bilder  | Grabplatten                  | Kirchplatz Flur: 14, Flurstück: 155/1     |                                             | | 130326 DDB |
| weitere Bilder  | Grabsteine                   | Kirchplatz Flur: 14, Flurstück: 155/1     | zwei Grabsteine neben der Kreuzigungsgruppe | 17. und 18. Jh.                                                                                             | 130326 DDB |
| weitere Bilder  | Kath. Pfarrkirche St. Martin | Kirchplatz LageFlur: 14, Flurstück: 155/1 |                                             | Turm erste Hälfte 12. Jh.; Kirche 1508, 1635 ausgebrannt, neues Gewölbe und Ergänzungen am Außenbau 1893/94 | 130488 DDB |

### Kranenstraße
| Bild               | Bezeichnung                                   | Lage                                            | Beschreibung | Bauzeit                     | Objekt-Nr. |
| ------------------ | --------------------------------------------- | ----------------------------------------------- | --- | --------------------------- | ---------- |
| Ehemalige Gerberei | Ehemalige Gerberei                            | Kranenstraße 1 LageFlur: 14, Flurstück: 40/2    | | Wiederaufbau Anfang 19. Jh. | 130327 DDB |
|                    |                                               | Kranenstraße 5 LageFlur: 14, Flurstück: 41/1    | | 1656                        | 130328 DDB |
|                    |                                               | Kranenstraße 7 LageFlur: 14, Flurstück: 17/2    | | um 1800                     | 130401 DDB |
|                    |                                               | Kranenstraße 8 LageFlur: 14, Flurstück: 340/20  | | 1712                        | 130329 DDB |
|                    |                                               | Kranenstraße 11 LageFlur: 14, Flurstück: 224/43 | | spätes 17. Jh.              | 130330 DDB |
|                    |                                               | Kranenstraße 13 LageFlur: 14, Flurstück: 349/47 | | 1690                        | 130331 DDB |
|                    |                                               | Kranenstraße 16 LageFlur: 14, Flurstück: 12     | | spätes 17. Jh.              | 130332 DDB |
|                    |                                               | Kranenstraße 17 LageFlur: 14, Flurstück: 333/10 | | 1684                        | 130333 DDB |
|                    |                                               | Kranenstraße 18 LageFlur: 14, Flurstück: 334/9  | | 18. Jh.                     | 130334 DDB |
| weitere Bilder     | Fachwerkwohnhaus mit Zimmermanns-Zunftzeichen | Kranenstraße 21 LageFlur: 14, Flurstück: 51/6   | Fachwerkwohnhaus mit Zimmermanns-Zunftzeichen, bezeichnet mit „HH L 1654“. Im Hinterhaus befand sich von 1933 bis zu seiner Zerstörung 1938 der Betraum der jüdischen Gemeinde Oestrich, zum Gedenken daran wurde vor dem Haus ein Stolperstein des Künstlers Gunter Demnig verlegt. | 1654                        | 130335 DDB |

### Langenhoffstraße
| Bild                                    | Bezeichnung                       | Lage                                                                 | Beschreibung                                             | Bauzeit        | Objekt-Nr. |
| --------------------------------------- | --------------------------------- | -------------------------------------------------------------------- | -------------------------------------------------------- | -------------- | ---------- |
| weitere Bilder                          | Friedhof                          | Langenhoffstraße (bei Friedhofstraße) LageFlur: 18, Flurstück: 163/2 |                                                          | 1822           | 130318 DDB |
| Friedhof – Friedhofskreuz               | Friedhof – Friedhofskreuz         | Langenhoffstraße (bei Friedhofstraße) LageFlur: 18, Flurstück: 163/2 | Hohes Sandsteinkreuz mit Korpus auf rechteckigem Sockel. | ca. 1822       | 130318 DDB |
| Friedhof – Grabmal Familie Rasch        | Friedhof – Grabmal Familie Rasch  | Langenhoffstraße (bei Friedhofstraße) LageFlur: 18, Flurstück: 163/2 | Klassizistisches Grabmal mit Aufsatz in Urnenform        | Mitte 19. Jh.  | 130318 DDB |
| Direkt Bild zu diesem Denkmal hochladen | Friedhof – Grabmal Familie Wagner | Langenhoffstraße (bei Friedhofstraße) Flur: 18, Flurstück: 163/2     |                                                          | spätes 19. Jh. | 130318 DDB |

### Lindenstraße
| Bild         | Bezeichnung  | Lage                                            | Beschreibung | Bauzeit        | Objekt-Nr. |
| ------------ | ------------ | ----------------------------------------------- | ------------ | -------------- | ---------- |
|              |              | Lindenstraße 3 LageFlur: 13, Flurstück: 238/143 |              | spätes 18. Jh. | 130336 DDB |
| Ladengebäude | Ladengebäude | Lindenstraße 15 LageFlur: 13, Flurstück: 23/1   |              | um 1900        | 130337 DDB |

### Markt
| Bild                         | Bezeichnung                  | Lage                                      | Beschreibung | Bauzeit                                                                                 | Objekt-Nr. |
| ---------------------------- | ---------------------------- | ----------------------------------------- | --- | --------------------------------------------------------------------------------------- | ---------- |
| Marktbrunnen                 | Marktbrunnen                 | Markt LageFlur: 14, Flurstück: 197        | Neugotischer, achteckiger Sandsteinbrunnen mit einem hochaufragenden, mit Wimpergen, Krappen und Kreuzblumen reich verzierten Brunnenstock. | 1877                                                                                    | 130338 DDB |
| Wohnhaus                     | Wohnhaus                     | Markt 1 LageFlur: 14, Flurstück: 141      | | 17. Jh. veränderter Wiederaufbau der im II. WK. zerstörten Giebelfront nach 1945        | 130195 DDB |
| Wohnhaus                     | Wohnhaus                     | Markt 2 LageFlur: 14, Flurstück: 142      | | um 1680                                                                                 | 130196 DDB |
| Raiffeisenbank               | Raiffeisenbank               | Markt 3 LageFlur: 14, Flurstück: 146/2    | | vor 1820; oberes Stockwerk Mitte 19. Jh aufgesetzt                                      | 130340 DDB |
| weitere Bilder               | Ehem. kath. Pfarrhof         | Markt 4 LageFlur: 14, Flurstück: 148/3    | Ehem. kath. Pfarrhof; ab 1820 Bäckerei Fetzer, heute Wohnhaus                                                                               | 1663                                                                                    | 130341 DDB |
| Neue Mädchenschule           | Neue Mädchenschule           | Markt 4a LageFlur: 14, Flurstück: 376/149 | | 1905                                                                                    | 130494 DDB |
| Alte Mädchenschule           | Alte Mädchenschule           | Markt 5 LageFlur: 14, Flurstück: 150      | | 1717                                                                                    | 130495 DDB |
| Neue Schule / Knabenschule   | Neue Schule / Knabenschule   | Markt 6 LageFlur: 14, Flurstück: 379/158  | Zunächst Knabenschule, später Volksschule bis 1965                                                                                          | 17. Jh.                                                                                 | 130496 DDB |
| Ehem. Mauthaus               | Ehem. Mauthaus               | Markt 7 LageFlur: 14, Flurstück: 251/79   | | 1683                                                                                    | 130342 DDB |
| weitere Bilder               | Altes Rathaus                | Markt 8 LageFlur: 14, Flurstück: 78/1     | | 1504; nach Zerstörungen im Dreißigjährigen Krieges 1651/54 umfassend wiederhergestellt. | 130343 DDB |
| Wohngebäude                  | Wohngebäude                  | Markt 9 LageFlur: 14, Flurstück: 76       | | 18. Jh.                                                                                 | 130197 DDB |
| weitere Bilder               |                              | Markt 10 LageFlur: 14, Flurstück: 80      | | 1683; Ladeneinbau 20. Jh.                                                               | 130198 DDB |
|                              |                              | Markt 11 LageFlur: 14, Flurstück: 81      | | Giebelhaus 17. Jh. od. früher; Erweiterungsanbau 18. Jh; Ladeneinbau 19. Jh.            | 130199 DDB |
| Ehem. Bäckerei Eduard Fetzer | Ehem. Bäckerei Eduard Fetzer | Markt 12a LageFlur: 14, Flurstück: 83     | | 17. Jh.                                                                                 | 130200 DDB |
| weitere Bilder               | Gasthaus zur Krone           | Markt 14 LageFlur: 14, Flurstück: 84/2    | | 1540; umgestaltet 1655 und im 19. Jh.                                                   | 130344 DDB |
| Wohn- und Geschäftshaus      | Wohn- und Geschäftshaus      | Markt 14a LageFlur: 14, Flurstück: 84/1   | | kurz vor 1900                                                                           | 130203 DDB |
|                              |                              | Markt 15 LageFlur: 14, Flurstück: 85/1    | | 17. Jh.                                                                                 | 130201 DDB |

### Marktgässchen
| Bild           | Bezeichnung | Lage                                          | Beschreibung | Bauzeit                     | Objekt-Nr. |
| -------------- | ----------- | --------------------------------------------- | ------------ | --------------------------- | ---------- |
| weitere Bilder |             | Marktgässchen 1 LageFlur: 14, Flurstück: 59/3 |              | 17. Jh.; Kelterhaus 18. Jh. | 130345 DDB |

### Marktstraße
| Bild            | Bezeichnung        | Lage                                            | Beschreibung | Bauzeit                                                   | Objekt-Nr. |
| --------------- | ------------------ | ----------------------------------------------- | ------------ | --------------------------------------------------------- | ---------- |
| Bild gesucht BW | Wohnhaus           | Marktstraße 6 LageFlur: 14, Flurstück: 368/116  |              | frühes 18. Jh.                                            | 130400 DDB |
| Weingut Walter  | Weingut Walter     | Marktstraße 7 LageFlur: 14, Flurstück: 118/1    |              | 17. Jh.; 18. Jh. Fenster Vergrößerung und neuer Dachstuhl | 130346 DDB |
| Hofreite        | Hofreite           | Marktstraße 9 LageFlur: 14, Flurstück: 364/105  |              | 1625; später mehrfach verändert                           | 130347 DDB |
| Wohnhaus        | Wohnhaus           | Marktstraße 12 LageFlur: 14, Flurstück: 375/140 |              | 17. Jh.                                                   | 130348 DDB |
| weitere Bilder  | Weingut Schönleber | Marktstraße 15 LageFlur: 14, Flurstück: 93/1    |              | 16. /17. Jh.                                              | 130349 DDB |

### Mühlstraße
| Bild           | Bezeichnung                       | Lage                                          | Beschreibung | Bauzeit                                                        | Objekt-Nr. |
| -------------- | --------------------------------- | --------------------------------------------- | ------------ | -------------------------------------------------------------- | ---------- |
| Kleinhofreite  | Kleinhofreite                     | Mühlstraße 2 LageFlur: 16, Flurstück: 76      |              | spätes 18. Jh.                                                 | 130350 DDB |
|                |                                   | Mühlstraße 10 LageFlur: 17, Flurstück: 77/2   |              | eventuell 18. Jh.; mehrfache Änderungen im ausgehenden 19. Jh. | 130351 DDB |
| weitere Bilder | Kapelle des St.-Clemens-Hospitals | Mühlstraße 61 LageFlur: 37, Flurstück: 153/11 |              | 1887/88                                                        | 130352 DDB |

### Rheinallee
| Bild           | Bezeichnung                       | Lage                                          | Beschreibung                                              | Bauzeit | Objekt-Nr. |
| -------------- | --------------------------------- | --------------------------------------------- | --------------------------------------------------------- | ------- | ---------- |
| weitere Bilder | Gefallenenehrenmal 1. Weltkrieg   | Rheinallee LageFlur: 14, Flurstück: 166/26    |                                                           |         | 130571 DDB |
| weitere Bilder | Kriegerdenkmal 1870/71            | Rheinallee LageFlur: 15, Flurstück: 56/11     | Ursprünglicher Standort war vor dem Gasthaus „Zum Schwan“ |         | 130354 DDB |
| Bootshaus      | Bootshaus                         | Rheinallee LageFlur: 14, Flurstück: 166/26    |                                                           |         | 130353 DDB |
| weitere Bilder | Haus des Rheingau Musik Festivals | Rheinallee 1 LageFlur: 14, Flurstück: 382/162 |                                                           |         | 130355 DDB |
|                |                                   | Rheinallee 4 LageFlur: 14, Flurstück: 380/160 |                                                           |         | 130214 DDB |
| weitere Bilder | Hotel zum Schwan                  | Rheinallee 5 LageFlur: 14, Flurstück: 72/5    |                                                           |         | 130356 DDB |
|                |                                   | Rheinallee 8 LageFlur: 14, Flurstück: 30/3    |                                                           |         | 130202 DDB |

### Rheingaustraße
| Bild                                           | Bezeichnung                                                         | Lage                                                                                          | Beschreibung | Bauzeit                                | Objekt-Nr. |
| ---------------------------------------------- | ------------------------------------------------------------------- | --------------------------------------------------------------------------------------------- | ------------ | -------------------------------------- | ---------- |
| weitere Bilder                                 | Schloss Reichartshausen / European Business School (Sachgesamtheit) | Rheingaustraße 1, Rheingaustraße LageFlur: 11, Flurstück: 273/93, 449/93, 93/10, 93/13, 93/14 |              |                                        | 130567 DDB |
| weitere Bilder                                 | Weingut Eser                                                        | Rheingaustraße 10/12 LageFlur: 12, Flurstück: 762/184, 763/185                                |              | 1898                                   | 130358 DDB |
|                                                |                                                                     | Rheingaustraße 18 LageFlur: 12, Flurstück: 166/3                                              |              |                                        | 130359 DDB |
|                                                |                                                                     | Rheingaustraße 20 LageFlur: 12, Flurstück: 164/2                                              |              |                                        | 130360 DDB |
| Ehem. ev. Betsaal und Pfarrhaus                | Ehem. ev. Betsaal und Pfarrhaus                                     | Rheingaustraße 21 LageFlur: 14, Flurstück: 330/132                                            |              |                                        | 130361 DDB |
| Weingut Nicolai-Engelmann                      | Weingut Nicolai-Engelmann                                           | Rheingaustraße 24 LageFlur: 12, Flurstück: 156/1                                              |              |                                        | 130362 DDB |
|                                                |                                                                     | Rheingaustraße 26, Rheingaustraße (B 42a) LageFlur: 12, Flurstück: 326, 712/155               |              |                                        | 130363 DDB |
| Benefiziatsbrunnen                             | Benefiziatsbrunnen                                                  | Rheingaustraße 31 LageFlur: 14, Flurstück: 101/3                                              |              |                                        | 130365 DDB |
| Lenchenhaus                                    | Lenchenhaus                                                         | Rheingaustraße 31 LageFlur: 14, Flurstück: 101/3                                              |              |                                        | 130364 DDB |
| Kath. Pfarrhof, ehem. Zenthof des Viktorstifts | Kath. Pfarrhof, ehem. Zenthof des Viktorstifts                      | Rheingaustraße 39, Rheingaustraße LageFlur: 14, Flurstück: 89/3, 89/5                         |              | 1682 erneuert in Teilen deutlich älter | 130366 DDB |
| Brunnen                                        | Brunnen                                                             | Rheingaustraße (B 42a) (vor Nr. 41) LageFlur: 14, Flurstück: 191/1                            |              |                                        | 130390 DDB |
| weitere Bilder                                 | Rheingauer Bürgerfreund                                             | Rheingaustraße 43 LageFlur: 14, Flurstück: 53/1                                               |              |                                        | 130367 DDB |
| weitere Bilder                                 | Gasthof Grüner Baum                                                 | Rheingaustraße 45 LageFlur: 14, Flurstück: 52                                                 |              |                                        | 130368 DDB |
| weitere Bilder                                 |                                                                     | Rheingaustraße 47 LageFlur: 14, Flurstück: 49                                                 |              |                                        | 130369 DDB |
| Gasthof Kühn                                   | Gasthof Kühn                                                        | Rheingaustraße 48 LageFlur: 13, Flurstück: 78/6                                               |              |                                        | 130613 DDB |
| Weingut B. T. Kunz                             | Weingut B. T. Kunz                                                  | Rheingaustraße 51 LageFlur: 14, Flurstück: 332/2                                              |              |                                        | 130370 DDB |
|                                                |                                                                     | Rheingaustraße 53/55 LageFlur: 15, Flurstück: 103/33, 34/6                                    |              |                                        | 130371 DDB |
|                                                |                                                                     | Rheingaustraße 57 LageFlur: 15, Flurstück: 31/1                                               |              |                                        | 130372 DDB |
|                                                |                                                                     | Rheingaustraße 58 LageFlur: 16, Flurstück: 173                                                |              |                                        | 130373 DDB |
|                                                |                                                                     | Rheingaustraße 60 LageFlur: 16, Flurstück: 358/174                                            |              |                                        | 130374 DDB |
|                                                |                                                                     | Rheingaustraße 62 LageFlur: 16, Flurstück: 359/175                                            |              |                                        | 130375 DDB |
| Ehem. Backhaus                                 | Ehem. Backhaus                                                      | Rheingaustraße 64 LageFlur: 16, Flurstück: 177/2                                              |              |                                        | 130376 DDB |
|                                                |                                                                     | Rheingaustraße 66 LageFlur: 16, Flurstück: 179                                                |              |                                        | 130377 DDB |
| weitere Bilder                                 |                                                                     | Rheingaustraße 70/72 LageFlur: 16, Flurstück: 263/31, 319/30                                  |              |                                        | 130378 DDB |
| Weingut Lorenz Kunz                            | Weingut Lorenz Kunz                                                 | Rheingaustraße 74 LageFlur: 16, Flurstück: 321/32                                             |              | 1884                                   | 130380 DDB |
| weitere Bilder                                 | Weingut Josef Spreitzer                                             | Rheingaustraße 86 LageFlur: 15, Flurstück: 14/1                                               |              |                                        | 130379 DDB |

### Rheinstraße
| Bild                  | Bezeichnung           | Lage                                           | Beschreibung                                                     | Bauzeit                         | Objekt-Nr. |
| --------------------- | --------------------- | ---------------------------------------------- | ---------------------------------------------------------------- | ------------------------------- | ---------- |
| Ehem. Brauerei Winkel | Ehem. Brauerei Winkel | Rheinstraße 1 LageFlur: 14, Flurstück: 36/7    | Gebäudegruppe aus zwei Häusern unterschiedlicher Entstehungszeit | um 1500 / 1686                  | 130381 DDB |
| weitere Bilder        | Ehem. Steinheimer Hof | Rheinstraße 2 LageFlur: 14, Flurstück: 75/1    | Hofanlage mit Wohnhaus                                           | 18. Jh.                         | 130306 DDB |
|                       |                       | Rheinstraße 5 LageFlur: 14, Flurstück: 68/1    |                                                                  | 1728                            | 130382 DDB |
| Altenwohnheim         | Altenwohnheim         | Rheinstraße 7 LageFlur: 14, Flurstück: 66/4    |                                                                  | 1724                            | 130383 DDB |
|                       |                       | Rheinstraße 11 LageFlur: 14, Flurstück: 61/1   |                                                                  | 17./18. Jh.                     | 130384 DDB |
|                       |                       | Rheinstraße 13 LageFlur: 14, Flurstück: 60/2   |                                                                  | 17./18. Jh.                     | 130385 DDB |
|                       |                       | Rheinstraße 15 LageFlur: 14, Flurstück: 57/1   |                                                                  | 1672 Anbau mit Torfahrt um 1800 | 130386 DDB |
|                       |                       | Rheinstraße 17 LageFlur: 14, Flurstück: 353/56 |                                                                  | 17./18. Jh.                     | 130387 DDB |

### Rheinwasen
| Bild           | Bezeichnung     | Lage            | Beschreibung | Bauzeit | Objekt-Nr. |
| -------------- | --------------- | --------------- | ------------ | ------- | ---------- |
| weitere Bilder | Oestricher Kran | Rheinwasen Lage |              |         | 130389 DDB |

### Römerstraße
| Bild                  | Bezeichnung           | Lage                                                           | Beschreibung | Bauzeit                                                  | Objekt-Nr. |
| --------------------- | --------------------- | -------------------------------------------------------------- | --- | -------------------------------------------------------- | ---------- |
| weitere Bilder        | Kreuz                 | Römerstraße (Ecke Lindenstraße) LageFlur: 13, Flurstück: 155/4 | | 1. Hälfte 19. Jh.                                        | 130339 DDB |
|                       |                       | Römerstraße 4 LageFlur: 13, Flurstück: 492/90                  | | 17./18. Jh.                                              | 130388 DDB |
|                       |                       | Römerstraße 6 LageFlur: 13, Flurstück: 491/93                  | | 17./18. Jh.                                              | 130391 DDB |
| Ehem. Stabloer Hof    | Ehem. Stabloer Hof    | Römerstraße 7 LageFlur: 16, Flurstück: 155/1                   | 1477 erstmals urkundlich erwähnt. Vormals sog. Große Hofreite des Klosters Gottesthal. 1637 Verkauf an die Benediktiner-Abtei Stablo-Malmedy | 1711                                                     | 130392 DDB |
|                       |                       | Römerstraße 9 LageFlur: 16, Flurstück: 352/153                 | | 1667                                                     | 130393 DDB |
| Weingut Heinrich Kunz | Weingut Heinrich Kunz | Römerstraße 10 LageFlur: 13, Flurstück: 490/94                 | | Mitte 19. Jh.                                            | 130394 DDB |
|                       |                       | Römerstraße 12 LageFlur: 13, Flurstück: 489/97                 | | 17./18. Jh.                                              | 130395 DDB |
|                       |                       | Römerstraße 17 LageFlur: 16, Flurstück: 108/2                  | | 18. Jh.                                                  | 130396 DDB |
| Weingut Fetzer        | Weingut Fetzer        | Römerstraße 20 LageFlur: 13, Flurstück: 108/1                  | | ca. 1800                                                 | 130397 DDB |
|                       |                       | Römerstraße 33 LageFlur: 17, Flurstück: 46/1                   | | 18. Jh.                                                  | 130398 DDB |
|                       |                       | Römerstraße 42 LageFlur: 36, Flurstück: 250                    | | Wohngeb. spätes 18. Jh. / Wirtschaftsgeb. spätes 19. Jh. | 130399 DDB |

### Außerhalb der Ortslage Oestrich
| Bild            | Bezeichnung                                   | Lage | Beschreibung                                                                       | Bauzeit          | Objekt-Nr. |
| --------------- | --------------------------------------------- | --- | ---------------------------------------------------------------------------------- | ---------------- | ---------- |
| Bild gesucht BW | Weinbergsmauern des ehem. Klosters Gottesthal | Außerhalb der Ortslage 1 (Mühlberg, Magdalenenweinberg Im Gottelstal, Honigberg) LageFlur: 13, 25, Flurstück: 10, 7, 8, 9, 29, 30/1, 30/2, 31/2, 32 | Mauern in den Bereichen Mühlberg, Honigberg und Magdalenengarten                   |                  | 130605 DDB |
| weitere Bilder  | Wegekreuz Liebeling                           | Außerhalb der Ortslage 2 (Mühlberg) LageFlur: 25, Flurstück: 31/1                                                                                   |                                                                                    | 1763             | 130485 DDB |
| Bild gesucht BW | Kreuz im Gottestal                            | Außerhalb der Ortslage 3 (Gottestal) LageFlur: 15, Flurstück: 21                                                                                    |                                                                                    |                  | 130628 DDB |
| weitere Bilder  | Wegekreuz an der Kühnsmühle                   | Außerhalb der Ortslage 4 (Mühlberg) LageFlur: 25, Flurstück: 21                                                                                     |                                                                                    |                  | 130629 DDB |
| weitere Bilder  | Lohmühle                                      | Außerhalb der Ortslage 5 (Pfingstbach, Gottesthal 111, Gottestal) LageFlur: 25, 28, Flurstück: 2, 105, 138/1, 139                                   | ehem. Mühle des Klosters Gottesthal                                                |                  | 130319 DDB |
| weitere Bilder  | Ehem. Kloster Gottesthal                      | Außerhalb der Ortslage 6 (Gottestal 113) Lage | Ehem. Zisterzienserinnenkloster aus dem frühen 13. Jh.                             |                  | 130320 DDB |
| weitere Bilder  | Gottesthaler Mühle                            | Außerhalb der Ortslage 7 (Gottestal 115, Pfingstbach, Mühläcker) LageFlur: 25, Flurstück: 6, 7, 9                                                   | vormals Kremersmühle, zu Kloster Gottesthal gehörig                                |                  | 130321 DDB |
| Pfingstmühle    | Pfingstmühle                                  | Außerhalb der Ortslage 8 (Gottestal 117, Pfingstbach, Mühläcker) LageFlur: 12, 14, Flurstück: 129/1, 10, 12, 13, 8/1                                | ehem. Mühle des Klosters Gottesthal, später im Besitz der Familie von Greiffenclau |                  | 130322 DDB |
| weitere Bilder  | Wegekreuz                                     | Außerhalb der Ortslage 9 (Pfaffenpfad, bei Hallgartener Straße) LageFlur: 36, Flurstück: 51                                                         |                                                                                    |                  | 130630 DDB |
| weitere Bilder  | Kreuzkapelle                                  | Außerhalb der Ortslage 10 (Räuscherberg, am Kuhweg) LageFlur: 27, Flurstück: 164                                                                    |                                                                                    | vermutl. 16. Jh. | 130473 DDB |
| weitere Bilder  | Myriameterstein                               | Außerhalb der Ortslage 11 (Käsbrett, am Leinpfad) LageFlur: 11, Flurstück: 96/26                                                                    |                                                                                    |                  | 130602 DDB |
| Bild gesucht BW | Leinpfad                                      | Außerhalb der Ortslage 12 Lage |                                                                                    |                  | 130614     |
| Bild gesucht BW | Hess-Kreuz                                    | Außerhalb der Ortslage 13 (Räuscherberg) LageFlur: 27, Flurstück: 14                                                                                |                                                                                    |                  | 130638 DDB |
| Bild gesucht BW | Bildstock Dreifaltigkeit                      | Außerhalb der Ortslage 14 (Räuscherberg) LageFlur: 27, Flurstück: 17                                                                                |                                                                                    |                  | 130608 DDB |
| weitere Bilder  | Jüdischer Friedhof                            | Außerhalb der Ortslage 15 (Räuscherberg) LageFlur: 27, Flurstück: 238                                                                               |                                                                                    |                  | 130584 DDB |

## Winkel

### Gesamtanlagen mit besonderem Ensembleschutz
| Bild            | Bezeichnung                            | Lage        | Beschreibung | Bauzeit | Objekt-Nr. |
| --------------- | -------------------------------------- | ----------- | ------------ | ------- | ---------- |
| Bild gesucht BW | Gesamtanlage Alter Ortskern Winkel     | Winkel Lage |              |         | 130583 DDB |
| Bild gesucht BW | Gesamtanlage Bartholomä                | Winkel Lage |              |         | 130609 DDB |
| Bild gesucht BW | Gesamtanlage Mühlental Elsterbachgrund | Winkel Lage |              |         | 130620 DDB |

### Albansgasse
| Bild           | Bezeichnung        | Lage                                                                                | Beschreibung | Bauzeit | Objekt-Nr. |
| -------------- | ------------------ | ----------------------------------------------------------------------------------- | ------------ | ------- | ---------- |
| weitere Bilder | Ehem. Weingut Horz | Winkel, Albansgasse 1/3, Backhausgasse 4/6/8/10 LageFlur: 23, Flurstück: 43/4, 43/7 |              | 1910    | 130402 DDB |

### Am Elsterbach
| Bild           | Bezeichnung                                                                      | Lage                                                   | Beschreibung | Bauzeit | Objekt-Nr. |
| -------------- | -------------------------------------------------------------------------------- | ------------------------------------------------------ | --- | ------- | ---------- |
| weitere Bilder | Ehemalige Chemische Fabrik Winkel vormals Goldenberg, Geromont & Co. (1874–1927) | Winkel, Am Elsterbach 8 LageFlur: 24, Flurstück: 60/21 | Die von Friedrich Lothar Geromont (1846–1903) gegründete Firma war spezialisiert auf die Produktion von Weinstein- und Zitronensäure sowie weinsaure Salze. Im Jahre 1900 wurden bereits 79 Arbeiter beschäftigt. 1918 erwirtschaftete die Firma einen Reingewinn von mehr als 750.000,- Mark durch die Herstellung von Glyzerinersatzstoff. Die Gewinne wurden von der Firma Goldenberg in eine Stiftung zur Gründung des Kaiser-Wilhelm-Instituts für Biochemie eingebracht („Goldenberg-Oetker-Stiftung“). 1919 war die Fabrik der wichtigste Zulieferer von Weinstein und Zitronensäure für die Herstellung von Backpulver durch die Nährmittelfabrik Dr. August Oetker in Bielefeld. 1927 erfolgte die Einstellung des Betriebes, 1937 wurde die Fabrik zwangsversteigert. | 1922    | 130449 DDB |

### Am Lindenplatz
| Bild                                  | Bezeichnung                           | Lage                                                                       | Beschreibung | Bauzeit | Objekt-Nr. |
| ------------------------------------- | ------------------------------------- | -------------------------------------------------------------------------- | ------------ | ------- | ---------- |
| Wirtschaftsgebäude des Brentanohauses | Wirtschaftsgebäude des Brentanohauses | Winkel, Am Lindenplatz 2, Am Lindenplatz LageFlur: 24, Flurstück: 3/1, 3/2 |              |         | 130403 DDB |

### Bachweg
| Bild                           | Bezeichnung         | Lage                                            | Beschreibung | Bauzeit                     | Objekt-Nr. |
| ------------------------------ | ------------------- | ----------------------------------------------- | ------------ | --------------------------- | ---------- |
| Rhabanushof im Bachweg, Winkel | Weingut Rhabanushof | Winkel, Bachweg 2 LageFlur: 19, Flurstück: 48/2 |              | 17. Jh. Erweiterung 18. Jh. | 130404 DDB |

### Backhausgasse
| Bild | Bezeichnung | Lage                                                  | Beschreibung | Bauzeit                    | Objekt-Nr. |
| ---- | ----------- | ----------------------------------------------------- | ------------ | -------------------------- | ---------- |
|      |             | Winkel, Backhausgasse 2 LageFlur: 23, Flurstück: 43/6 |              | 18. Jh., Vorgängerbau 1660 | 130178 DDB |

### Gänsgasse
| Bild                                       | Bezeichnung       | Lage                                                           | Beschreibung | Bauzeit          | Objekt-Nr. |
| ------------------------------------------ | ----------------- | -------------------------------------------------------------- | ------------ | ---------------- | ---------- |
| Bild gesucht BW                            |                   | Winkel, Gänsgasse 2 LageFlur: 23, Flurstück: 20                |              | 16. oder 17. Jh. | 130179 DDB |
| Probeck'scher Hof Rheinweg, Gänsgasse 1977 | Probeck`scher Hof | Winkel, Gänsgasse 12 / Rheinweg 30 LageFlur: 23, Flurstück: 14 |              | 18. Jh.          | 130573 DDB |

### Graugasse
| Bild           | Bezeichnung | Lage                                                          | Beschreibung                      | Bauzeit                                   | Objekt-Nr. |
| -------------- | ----------- | ------------------------------------------------------------- | --------------------------------- | ----------------------------------------- | ---------- |
|                |             | Winkel, Graugasse 4 LageFlur: 22, Flurstück: 18/1             |                                   | um 17. Jh.                                | 130216 DDB |
| weitere Bilder | Graues Haus | Winkel, Graugasse 8 LageFlur: 22, Flurstück: 20/6, 20/8, 21/1 | Ältestes Steinhaus in Deutschland | frühestens 1075, spätestens Mitte 12. Jh. | 130405 DDB |

### Hauptstraße
| Bild                            | Bezeichnung                       | Lage                                                                                            | Beschreibung | Bauzeit                                                                                           | Objekt-Nr. |
| ------------------------------- | --------------------------------- | ----------------------------------------------------------------------------------------------- | --- | ------------------------------------------------------------------------------------------------- | ---------- |
| Kreuzgarten                     | Kreuzgarten                       | Winkel, An der Roppelsgasse (an der Hauptstraße) LageFlur: 21, Flurstück: 47/6, 48/3, 50/1      | Weinberg innerhalb der Ortslage. Die ehemals verputzte Bruchsteinumfassungsmauer ist nur noch an der Hauptstraße erhalten. In der Mauer integriert, neben einem Sandstein-Wegkreuz auf geschwungenem barocken Sockel, ein schmiedeeisernes Tor zwischen zwei Sandsteinpfosten. | Kreuz 18. Jh., Tor 19. Jh.                                                                        | 130304 DDB |
| Bild gesucht BW                 | Ehem. Hotel Nägler                | Winkel, Hauptstraße 1 LageFlur: 21, Flurstück: 52/1                                             | | Kurz vor 1900                                                                                     | 130406 DDB |
|                                 |                                   | Winkel, Hauptstraße 13 LageFlur: 21, Flurstück: 34                                              | | Im Kern Mitte 15. Jh., große Veränderungen 18. Jh.                                                | 130407 DDB |
|                                 |                                   | Winkel, Hauptstraße 18 LageFlur: 20, Flurstück: 67/2                                            | |                                                                                                   | 130408 DDB |
|                                 |                                   | Winkel, Hauptstraße 19 LageFlur: 21, Flurstück: 15/2                                            | | 1819                                                                                              | 130409 DDB |
| Mauer mit Torbogen              | Mauer mit Torbogen                | Winkel, Hauptstraße 19a LageFlur: 21, Flurstück: 14                                             | | 18. Jh.                                                                                           | 130410 DDB |
| Rheingauer Hof / Weingut Meckel | Rheingauer Hof / Weingut Meckel   | Winkel, Hauptstraße 21 LageFlur: 21, Flurstück: 5/2                                             | | 1600                                                                                              | 130411 DDB |
|                                 |                                   | Winkel, Hauptstraße 22 LageFlur: 20, Flurstück: 63/10                                           | | 1719                                                                                              | 130412 DDB |
| Weingut Derstroff               | Weingut Derstroff                 | Winkel, Hauptstraße 25 LageFlur: 22, Flurstück: 35                                              | | Mitte 19. Jh.                                                                                     | 130413 DDB |
| Bild gesucht BW                 |                                   | Winkel, Hauptstraße 26 LageFlur: 20, Flurstück: 57, 58                                          | |                                                                                                   | 130414 DDB |
| weitere Bilder                  | Kath. Pfarrhaus                   | Winkel, Hauptstraße 29 LageFlur: 22, Flurstück: 33/1                                            | | 1727                                                                                              | 130415 DDB |
| Hausmadonna                     | Hausmadonna                       | Winkel, Hauptstraße 30 LageFlur: 20, Flurstück: 42                                              | | Zweite Hälfte 18. Jh                                                                              | 130416 DDB |
| weitere Bilder                  | Ehemaliges Rathaus                | Winkel, Hauptstraße 31 LageFlur: 22, Flurstück: 31/12                                           | | 17. Jh.                                                                                           | 130417 DDB |
|                                 |                                   | Winkel, Hauptstraße 32 LageFlur: 20, Flurstück: 36                                              | | 1719                                                                                              | 130418 DDB |
|                                 |                                   | Winkel, Hauptstraße 36 LageFlur: 20, Flurstück: 29/3                                            | | 17. Jh                                                                                            | 130419 DDB |
| Bild gesucht BW                 |                                   | Winkel, Hauptstraße 38 LageFlur: 20, Flurstück: 28                                              | | 17./18. Jh                                                                                        | 130420 DDB |
|                                 |                                   | Winkel, Hauptstraße 40 LageFlur: 20, Flurstück: 27                                              | | um 1680, östliche Hälfte 18./19. Jh                                                               | 130421 DDB |
| Ehem. Hof Schwarzenau           | Ehem. Hof Schwarzenau             | Winkel, Hauptstraße 41 LageFlur: 22, Flurstück: 24/3                                            | | 18. Jh.                                                                                           | 130422 DDB |
| St. Josefshaus                  | St. Josefshaus                    | Winkel, Hauptstraße 45 LageFlur: 22, Flurstück: 12/2                                            | | 1687                                                                                              | 130423 DDB |
|                                 |                                   | Winkel, Hauptstraße 46 LageFlur: 20, Flurstück: 21/1                                            | | ursprünglich um 1500                                                                              | 130424 DDB |
| Bild gesucht BW                 |                                   | Winkel, Hauptstraße 51 LageFlur: 22, Flurstück: 9/1                                             | | 1655, verändert im 18. Jh.                                                                        | 130425 DDB |
| weitere Bilder                  | Kath. Pfarrkirche St. Walburga    | Winkel, Hauptstraße 52 LageFlur: 20, Flurstück: 16/1                                            | | unteres Turmgeschoss 12. Jh., Neubau Chor u. Erweiterung des Schiffes 1675-81, Erhöhung Turm 1717 | 130586 DDB |
| Bild gesucht BW                 | Grabsteine                        | Winkel, Hauptstraße 52, Durchfahrt Kirche LageFlur: 20, Flurstück: 16/1                         | | 1581, 1609, 1669                                                                                  | 130586     |
| weitere Bilder                  | Denkmal Rhabanus Maurus           | Winkel, Hauptstraße 52 LageFlur: 20, Flurstück: 16/1                                            | | 1906                                                                                              | 130426 DDB |
|                                 |                                   | Winkel, Hauptstraße 53 LageFlur: 22, Flurstück: 4                                               | | 1671                                                                                              | 130427 DDB |
| Bild gesucht BW                 |                                   | Winkel, Hauptstraße 54 LageFlur: 20, Flurstück: 11/3                                            | | 1720                                                                                              | 130428 DDB |
|                                 |                                   | Winkel, Hauptstraße 55, Backhausgasse LageFlur: 22, Flurstück: 1/2, 1/3                         | | frühes 19. Jh.                                                                                    | 130430 DDB |
| Bild gesucht BW                 | Ehem. Greiffenclauisches Backhaus | Winkel, Hauptstraße 57 LageFlur: 23, Flurstück: 40                                              | | 1599                                                                                              | 130581 DDB |
|                                 |                                   | Winkel, Hauptstraße 58 LageFlur: 19, Flurstück: 83, 84                                          | | 17. Jh.                                                                                           | 130431 DDB |
| Weingut Hamm                    | Weingut Hamm                      | Winkel, Hauptstraße 60/62, Im Flecken LageFlur: 19, Flurstück: 79, 81                           | Weingut Hamm / ehem. Weinhandlung Herber | 1766                                                                                              | 130432 DDB |
|                                 |                                   | Winkel, Hauptstraße 66 LageFlur: 19, Flurstück: 77/1                                            | | 1900                                                                                              | 130433 DDB |
| Ehem. Zehnthof / Weingut Ohlig  | Ehem. Zehnthof / Weingut Ohlig    | Winkel, Hauptstraße 68 LageFlur: 19, Flurstück: 75                                              | | 1591                                                                                              | 130434 DDB |
|                                 |                                   | Winkel, Hauptstraße (bei Nr. 69) LageFlur: 23, Flurstück: 31                                    | | 18. Jh.                                                                                           | 130612 DDB |
| weitere Bilder                  |                                   | Winkel, Hauptstraße 71 LageFlur: 23, Flurstück: 30                                              | | 1801                                                                                              | 130435 DDB |
| Bild gesucht BW                 |                                   | Winkel, Hauptstraße 73 LageFlur: 23, Flurstück: 27/1                                            | | 17. Jh., Umgestaltung 18./19. Jh.                                                                 | 130436 DDB |
| Weingut Geromont                | Weingut Geromont                  | Winkel, Hauptstraße 80 LageFlur: 19, Flurstück: 66                                              | | 1665                                                                                              | 130437 DDB |
| Bild gesucht BW                 |                                   | Winkel, Hauptstraße 81 LageFlur: 23, Flurstück: 22                                              | | 18. Jh., Teilung und Umgestaltung 19. Jh.                                                         | 130438 DDB |
|                                 |                                   | Winkel, Hauptstraße 82 LageFlur: 19, Flurstück: 64/2                                            | | 17. Jh.                                                                                           | 130439 DDB |
| Bild gesucht BW                 | Weingut Adam Naß                  | Winkel, Hauptstraße 83 LageFlur: 23, Flurstück: 4                                               | | 18. Jh., verändert 19. Jh.                                                                        | 130440 DDB |
|                                 |                                   | Winkel, Hauptstraße 84 LageFlur: 19, Flurstück: 63/2                                            | | 1660, Hausmadonna 1773                                                                            | 130441 DDB |
| Ehem. Gerberei                  | Ehem. Gerberei                    | Winkel, Hauptstraße 85a LageFlur: 23, Flurstück: 2                                              | | 18. Jh.                                                                                           | 130442 DDB |
| weitere Bilder                  | Brentanohaus                      | Winkel, Hauptstraße 89, Im Reifstecken LageFlur: 24, Flurstück: 2, 8, 9/1                       | Ehem. Wohnhaus der Adelsfamilie Brentano | 1751                                                                                              | 130443 DDB |
|                                 |                                   | Winkel, Hauptstraße 92 LageFlur: 19, Flurstück: 54                                              | Geburtshaus von Peter Spahn | um 1800                                                                                           | 130444 DDB |
|                                 |                                   | Winkel, Hauptstraße 94 LageFlur: 19, Flurstück: 53                                              | | 17. Jh.                                                                                           | 130445 DDB |
|                                 |                                   | Winkel, Hauptstraße 96 LageFlur: 19, Flurstück: 52                                              | | 16./17. Jh.                                                                                       | 130446 DDB |
|                                 |                                   | Winkel, Hauptstraße 98 LageFlur: 19, Flurstück: 51/3                                            | | 1802                                                                                              | 130447 DDB |
| weitere Bilder                  | Eichhaus                          | Winkel, Hauptstraße 100a LageFlur: 19, Flurstück: 49                                            | | 1838                                                                                              | 130448 DDB |
| Alte Bauernschänke              | Alte Bauernschänke                | Winkel, Hauptstraße 110 LageFlur: 19, Flurstück: 16                                             | | 1770 im Kern älter                                                                                | 130450 DDB |
|                                 |                                   | Winkel, Hauptstraße 118a LageFlur: 18, Flurstück: 68/1                                          | | 17. Jh.                                                                                           | 130462 DDB |
|                                 |                                   | Winkel, Hauptstraße 120 LageFlur: 18, Flurstück: 67                                             | | 17. Jh.                                                                                           | 130452 DDB |
|                                 |                                   | Winkel, Hauptstraße 121 LageFlur: 57, Flurstück: 38/2                                           | | 1900                                                                                              | 130453 DDB |
|                                 |                                   | Winkel, Hauptstraße 128 LageFlur: 18, Flurstück: 55/1                                           | | 1600                                                                                              | 130455 DDB |
| weitere Bilder                  | Villa am Gutenberg / Villa Grün   | Winkel, Hauptstraße 131 LageFlur: 58, Flurstück: 20                                             | |                                                                                                   | 130456 DDB |
|                                 |                                   | Winkel, Hauptstraße 134a, Schillerstraße, Hauptstraße LageFlur: 18, Flurstück: 58/3, 58/4, 58/5 | Brentano-Scheune | 1751                                                                                              | 130487 DDB |
| Kreuz                           | Kreuz                             | Winkel, Hauptstraße 136 LageFlur: 18, Flurstück: 48                                             | Hölzernes, ehemaliges Wegekreuz, angebracht an der östlichen Giebelwand von Haus Nr. 136. |                                                                                                   | 130457 DDB |
|                                 |                                   | Winkel, Hauptstraße 148 LageFlur: 18, Flurstück: 34/4                                           | | 1900                                                                                              | 130458 DDB |
| weitere Bilder                  | Haus Gutenberg / Weingut Nägler   | Winkel, Hauptstraße 157, Gutenberg LageFlur: 59, Flurstück: 14/2, 14/3, 14/4                    | ursprünglich Villa Krayer | 1902–06                                                                                           | 130459 DDB |
| Kreuz                           | Kreuz                             | Winkel, Hauptstraße 158 LageFlur: 18, Flurstück: 18/6                                           | Ehemaliges Wegekreuz aus Holz, angebracht am Haus Nr. 158. | Ende 18. Jh.                                                                                      | 130460 DDB |
| Bischofsmühle / Aumühle         | Bischofsmühle / Aumühle           | Winkel, Hauptstraße 166a/166b LageFlur: 57, Flurstück: 19/7, 19/8                               | | Ende 18. Jh.                                                                                      | 130461 DDB |

### Jesuitenstraße
| Bild                                           | Bezeichnung                                    | Lage                                                                                                 | Beschreibung | Bauzeit | Objekt-Nr. |
| ---------------------------------------------- | ---------------------------------------------- | --- | ------------ | ------- | ---------- |
| St. Bartholomäus-Kapelle / sog. Metzgerkapelle | St. Bartholomäus-Kapelle / sog. Metzgerkapelle | Winkel, Gutenberg (bei Jesuitenstraße) LageFlur: 57, Flurstück: 34                                   |              | 1665    | 130305 DDB |
| Weinbergsmauer mit Torbau                      | Weinbergsmauer mit Torbau                      | Winkel, Jesuitengarten, Jesuitenstraße LageFlur: 24, 58, Flurstück: 64/5, 49/1–6, 50/4–8, 52/3, 53/4 |              | 1926    | 130572 DDB |

### Kirchstraße
| Bild                                    | Bezeichnung                    | Lage                                                                      | Beschreibung | Bauzeit                                           | Objekt-Nr. |
| --------------------------------------- | ------------------------------ | ------------------------------------------------------------------------- | --- | ------------------------------------------------- | ---------- |
| Ehemaliger Bullenstall                  | Ehemaliger Bullenstall         | Winkel, Kirchstraße 2 LageFlur: 20, Flurstück: 11/2                       | | 16./17. Jh.                                       | 130429 DDB |
| Friedhofskapelle                        | Friedhofskapelle               | Winkel, Kirchstraße 4 (Friedhof) LageFlur: 20, Flurstück: 19/4            | | 2. Hälfte 17. Jh.                                 | 636251 DDB |
| Grabmal Geromont                        | Grabmal Geromont               | Winkel, Kirchstraße 4 (Friedhof) Flur: 20, Flurstück: 19/4                | | 1903                                              | 636251     |
| Grabmal Karoline von Günderode          | Grabmal Karoline von Günderode | Winkel, Kirchstraße 4 (Friedhof) Flur: 20, Flurstück: 19/4                | | 1806                                              | 636251 DDB |
| Direkt Bild zu diesem Denkmal hochladen | Friedhofskreuz                 | Winkel, Kirchstraße 4 (Friedhof) Flur: 20, Flurstück: 19/4                | | 1. Hälfte 19. Jh.                                 | 636251     |
| weitere Bilder                          | Gefallenendenkmal              | Winkel, Kirchstraße 4 (Friedhof) LageFlur: 20, Flurstück: 19/4            | Kriegerdenkmal für die Opfer des 1. Weltkrieges. Gedenkplatten für die Opfer des Deutsch-Französischen Krieges 1870/71 sowie des 2. Weltkrieges später zugefügt. |                                                   | 636251     |
| Direkt Bild zu diesem Denkmal hochladen | schützenswerte Grabsteine      | Winkel, Kirchstraße 4 (Friedhof) Flur: 20, Flurstück: 19/4                | | 17.–19. Jh.                                       | 636251     |
| weitere Bilder                          | Dreifaltigkeits-Kapelle        | Winkel, Peter-Spahn-Straße (Ecke Kirchstraße) LageFlur: 50, Flurstück: 23 | | 18. Jh. / Veränderung und Erhöhung spätes 19. Jh. | 130574 DDB |

### Rheinweg
| Bild            | Bezeichnung     | Lage | Beschreibung | Bauzeit | Objekt-Nr. |
| --------------- | --------------- | --- | ------------ | ------- | ---------- |
| Bild gesucht BW | Weinbergsmauern | Winkel, Rheinweg LageFlur: 21, 22, 23, 24, Flurstück: 11/6, 1/2, 12/8, 22/3, 24/4, 25, 72/10, 22/4, 31/8, 32/1, 42/1, 48, 14, 28/1, 35/2, 44/1, 58/8, 58/9, 65/1, 65/2, 10/17, 4, 9/1 |              |         | 130575 DDB |

### Schwarzgasse
| Bild         | Bezeichnung  | Lage                                                        | Beschreibung | Bauzeit              | Objekt-Nr. |
| ------------ | ------------ | ----------------------------------------------------------- | ------------ | -------------------- | ---------- |
|              |              | Winkel, Schwarzgasse 1 LageFlur: 21, Flurstück: 2/2         |              | 1452                 | 130217 DDB |
|              |              | Winkel, Schwarzgasse 2 LageFlur: 22, Flurstück: 36          |              | 1645                 | 130181 DDB |
|              |              | Winkel, Schwarzgasse 3 LageFlur: 21, Flurstück: 6/2         |              | 16. Jh.              | 130468 DDB |
| Ehem. Schule | Ehem. Schule | Winkel, Schwarzgasse 3a LageFlur: 21, Flurstück: 6/3        |              | 19. Jh.              | 130467 DDB |
|              |              | Winkel, Schwarzgasse 4 LageFlur: 22, Flurstück: 37          |              | 1771                 | 130182 DDB |
|              |              | Winkel, Schwarzgasse 6 LageFlur: 22, Flurstück: 38          |              | 1771                 | 130183 DDB |
|              |              | Winkel, Schwarzgasse 9 LageFlur: 21, Flurstück: 10          |              | 17. Jh. / Umbau 1722 | 130184 DDB |
|              |              | Winkel, Schwarzgasse 11 LageFlur: 21, Flurstück: 11/2       |              | 1715                 | 130218 DDB |
|              |              | Winkel, Schwarzgasse 13 LageFlur: 21, Flurstück: 11/5, 11/6 |              | spätes 18. Jh.       | 130185 DDB |

### Untere Schwemmbach
| Bild | Bezeichnung | Lage                                                             | Beschreibung | Bauzeit | Objekt-Nr. |
| ---- | ----------- | ---------------------------------------------------------------- | ------------ | ------- | ---------- |
|      |             | Winkel, Untere Schwemmbach 3 LageFlur: 21, Flurstück: 32         |              | um 1900 | 130186 DDB |
|      |             | Winkel, Untere Schwemmbach 8 LageFlur: 21, Flurstück: 23/5, 24/4 |              | 17. Jh. | 130486 DDB |

### Weißgasse
| Bild                              | Bezeichnung                       | Lage                                             | Beschreibung | Bauzeit | Objekt-Nr. |
| --------------------------------- | --------------------------------- | ------------------------------------------------ | ------------ | ------- | ---------- |
| Ehem. Frühmesserei / Kindergarten | Ehem. Frühmesserei / Kindergarten | Winkel, Weißgasse 5 LageFlur: 22, Flurstück: 6/4 |              | 1695    | 130463 DDB |

### Außerhalb der Ortslage Winkel
| Bild            | Bezeichnung                 | Lage | Beschreibung | Bauzeit                             | Objekt-Nr. |
| --------------- | --------------------------- | --- | --- | ----------------------------------- | ---------- |
| Dachsberg       | Dachsberg                   | Winkel, Außerhalb der Ortslage 2 (Dachsberg) LageFlur: 37, Flurstück: 39, 40, 42/1, 43/1, 44, 47, 48, 49, 50, 51/1, 51/2                          | mit Weinbergshäuschen | 1818                                | 130469 DDB |
| weitere Bilder  | Ankermühle                  | Winkel, Außerhalb der Ortslage 3 (Ankermühle 3) LageFlur: 55, Flurstück: 99                                                                       | | 17. Jh. Um und Anbauten 18./19. Jh. | 130470 DDB |
| weitere Bilder  | Johannisberger Klause       | Winkel, Außerhalb der Ortslage 4 (Kapperweg, Klaus, Ankermühle 3) LageFlur: 54, 55, 56, Flurstück: 76, 99, 155/5, 156/5                           | | erstmals erwähnt 1285               | 130471 DDB |
| weitere Bilder  | Gebranntes Heiligenhäuschen | Winkel, Außerhalb der Ortslage 5 (Sautt, bei Kirchstraße 126) LageFlur: 45, Flurstück: 22                                                         | | 1957                                | 130472 DDB |
| weitere Bilder  | Ruhe                        | Winkel, Außerhalb der Ortslage 6 (Untere Ansbach, bei Kirchstraße 126) LageFlur: 45, Flurstück: 91/2                                              | Langer Sandsteinquader auf zwei Sandsteinpfosten. Die Konstruktion ermöglichte den Weinbergarbeitern das Ab- und Aufsetzen schwerer Rückentraglasten im Stand. Eine Stehpause (Ruhe) mit voller Mistkiepe oder vollem Traubenlegel (Butt) war so möglich. | 18./19. Jh.                         | 130565 DDB |
| Bild gesucht BW | Leinpfad                    | Winkel, Außerhalb der Ortslage 7 (Leinpfad) Lage                                                                                                  | | 19. Jh.                             | 130614 DDB |
| weitere Bilder  | Weißmühle                   | Winkel, Außerhalb der Ortslage 8 (Weißmühle 2) LageFlur: 55, Flurstück: 89                                                                        | | um 1600                             | 130576 DDB |
| weitere Bilder  | Gutsausschank Krayers Mühle | Winkel, Außerhalb der Ortslage 9 (Pforzheimer Mühle, Mühläcker, Elsterbach) LageFlur: 55, Flurstück: 106/1, 110, 117, 71/1                        | | Mühlenhaus 18. Jh., Anbauten jünger | 130618 DDB |
| weitere Bilder  | Schloss Vollrads            | Winkel, Außerhalb der Ortslage 10 (Schloß Vollrads, Vollradser Wäldchen, Vollradser Allee, u.A.) LageFlur: 35, 38, 39, 40, 41, 42, 43, Flurstück: | Schloss mit Wasserturm der Herren von Winkel |                                     | 130466 DDB |
| weitere Bilder  | Weinbergskapelle            | Winkel, Außerhalb der Ortslage 11 (Marienberg) LageFlur: 41, Flurstück: 32, 33                                                                    | | 1935                                | 960892 DDB |
| Ruhe            | Ruhe                        | Winkel, Außerhalb der Ortslage 12 (Friesental – an Vollradser Allee) LageFlur: 43, Flurstück: 79/44                                               | Langer Sandsteinquader auf zwei Sandsteinpfosten. Die Konstruktion ermöglichte den Weinbergarbeitern das Ab- und Aufsetzen schwerer Rückentraglasten im Stand. Eine Stehpause (Ruhe) mit voller Mistkiepe oder vollem Traubenlegel (Butt) war so möglich. | 18./19. Jh.                         | 955075 DDB |
| weitere Bilder  | Kreuz auf dem Greiffenberg  | Winkel, Außerhalb der Ortslage 13 (Vollradser Wäldchen) LageFlur: 35, Flurstück: 30                                                               | | 1754                                | 130619 DDB |